# Lista de asteroides (444001-445000)
Esta é uma lista parcial de asteroides, do asteroide número 444001 até o 445000, inclusive. Veja também o índice com todas as listas disponíveis.

| Objeto Próximos à Terra | Cinturão de asteroides (interno) | Cinturão de asteroides (externo) | Centauro       |
| Cruzador de Marte       | Cinturão de asteroides (meio)    | Troianos de Júpiter              | Transnetuniano |

Veja mais dados de cada asteroide na ligação externa para o Minor Planet Center na última coluna.
Índice: 444001... 444101... 444201... 444301... 444401... 444501... 444601... 444701... 444801... 444901... 

## 444001–444100
| Designação | Designação | Descoberta  | Descoberta       | Descobridor(es) | Categoria | Mais informações / Referência |
| Permanente | Provisória | Data        | Local            | Descobridor(es) | Categoria | Mais informações / Referência |
| ---------- | ---------- | ----------- | ---------------- | --------------- | --------- | ----------------------------- |
| 444001     | 2003 YN80  | 18 dez 2003 | Socorro          | LINEAR          | —         | MPC                           |
| 444002     | 2003 YG117 | 27 dez 2003 | Socorro          | LINEAR          | —         | MPC                           |
| 444003     | 2003 YY120 | 27 dez 2003 | Socorro          | LINEAR          | —         | MPC                           |
| 444004     | 2004 AS1   | 13 jan 2004 | Socorro          | LINEAR          | —         | MPC                           |
| 444005     | 2004 BA65  | 22 jan 2004 | Socorro          | LINEAR          | Phocaea   | MPC                           |
| 444006     | 2004 BF91  | 24 jan 2004 | Socorro          | LINEAR          | —         | MPC                           |
| 444007     | 2004 BU99  | 18 jan 2004 | Kitt Peak        | Spacewatch      | —         | MPC                           |
| 444008     | 2004 BE126 | 22 dez 2003 | Kitt Peak        | Spacewatch      | Phocaea   | MPC                           |
| 444009     | 2004 BK144 | 19 jan 2004 | Kitt Peak        | Spacewatch      | —         | MPC                           |
| 444010     | 2004 CO12  | 30 jan 2004 | Kitt Peak        | Spacewatch      | —         | MPC                           |
| 444011     | 2004 CY27  | 12 fev 2004 | Kitt Peak        | Spacewatch      | —         | MPC                           |
| 444012     | 2004 CB89  | 11 fev 2004 | Kitt Peak        | Spacewatch      | —         | MPC                           |
| 444013     | 2004 DM8   | 17 fev 2004 | Kitt Peak        | Spacewatch      | —         | MPC                           |
| 444014     | 2004 DW11  | 17 fev 2004 | Kitt Peak        | Spacewatch      | —         | MPC                           |
| 444015     | 2004 DH54  | 12 fev 2004 | Kitt Peak        | Spacewatch      | —         | MPC                           |
| 444016     | 2004 EQ60  | 17 fev 2004 | Catalina         | CSS             | —         | MPC                           |
| 444017     | 2004 EH92  | 15 mar 2004 | Kitt Peak        | Spacewatch      | —         | MPC                           |
| 444018     | 2004 EU95  | 15 mar 2004 | Kitt Peak        | M. W. Buie      | —         | MPC                           |
| 444019     | 2004 FJ94  | 23 mar 2004 | Socorro          | LINEAR          | —         | MPC                           |
| 444020     | 2004 FU94  | 23 fev 2004 | Socorro          | LINEAR          | —         | MPC                           |
| 444021     | 2004 FL131 | 22 mar 2004 | Socorro          | LINEAR          | —         | MPC                           |
| 444022     | 2004 FP149 | 16 mar 2004 | Kitt Peak        | Spacewatch      | —         | MPC                           |
| 444023     | 2004 GH13  | 12 abr 2004 | Siding Spring    | SSS             | —         | MPC                           |
| 444024     | 2004 GD14  | 13 abr 2004 | Catalina         | CSS             | —         | MPC                           |
| 444025     | 2004 HJ79  | 26 abr 2004 | Mauna Kea        | B. Gladman      | —         | MPC                           |
| 444026     | 2004 JC44  | 12 mai 2004 | Anderson Mesa    | LONEOS          | —         | MPC                           |
| 444027     | 2004 KK14  | 23 mai 2004 | Socorro          | LINEAR          | Eos       | MPC                           |
| 444028     | 2004 LB10  | 11 jun 2004 | Kitt Peak        | Spacewatch      | —         | MPC                           |
| 444029     | 2004 NJ11  | 11 jul 2004 | Socorro          | LINEAR          | —         | MPC                           |
| 444030     | 2004 NT33  | 13 jul 2004 | Palomar          | Palomar Obs.    | —         | MPC                           |
| 444031     | 2004 PQ16  | 7 ago 2004  | Siding Spring    | SSS             | —         | MPC                           |
| 444032     | 2004 PE26  | 8 ago 2004  | Socorro          | LINEAR          | —         | MPC                           |
| 444033     | 2004 PE29  | 6 ago 2004  | Campo Imperatore | CINEOS          | —         | MPC                           |
| 444034     | 2004 PH29  | 7 ago 2004  | Palomar          | NEAT            | —         | MPC                           |
| 444035     | 2004 PL32  | 8 ago 2004  | Socorro          | LINEAR          | —         | MPC                           |
| 444036     | 2004 PH45  | 7 ago 2004  | Palomar          | NEAT            | —         | MPC                           |
| 444037     | 2004 PG51  | 27 jun 2004 | Siding Spring    | SSS             | —         | MPC                           |
| 444038     | 2004 PC77  | 17 jul 2004 | Socorro          | LINEAR          | —         | MPC                           |
| 444039     | 2004 PJ83  | 10 ago 2004 | Socorro          | LINEAR          | —         | MPC                           |
| 444040     | 2004 PR111 | 11 ago 2004 | Palomar          | NEAT            | —         | MPC                           |
| 444041     | 2004 PF114 | 7 ago 2004  | Palomar          | NEAT            | —         | MPC                           |
| 444042     | 2004 PS114 | 12 ago 2004 | Palomar          | NEAT            | —         | MPC                           |
| 444043     | 2004 QR5   | 17 ago 2004 | Socorro          | LINEAR          | —         | MPC                           |
| 444044     | 2004 QR10  | 21 ago 2004 | Siding Spring    | SSS             | —         | MPC                           |
| 444045     | 2004 QY26  | 21 ago 2004 | Siding Spring    | SSS             | —         | MPC                           |
| 444046     | 2004 QX28  | 25 ago 2004 | Kitt Peak        | Spacewatch      | —         | MPC                           |
| 444047     | 2004 RD30  | 8 ago 2004  | Anderson Mesa    | LONEOS          | —         | MPC                           |
| 444048     | 2004 RG42  | 7 set 2004  | Kitt Peak        | Spacewatch      | —         | MPC                           |
| 444049     | 2004 RQ42  | 8 set 2004  | Campo Imperatore | CINEOS          | —         | MPC                           |
| 444050     | 2004 RY43  | 8 set 2004  | Socorro          | LINEAR          | Mitidika  | MPC                           |
| 444051     | 2004 RP46  | 8 set 2004  | Socorro          | LINEAR          | —         | MPC                           |
| 444052     | 2004 RZ47  | 8 set 2004  | Socorro          | LINEAR          | —         | MPC                           |
| 444053     | 2004 RK75  | 8 set 2004  | Socorro          | LINEAR          | —         | MPC                           |
| 444054     | 2004 RC84  | 10 set 2004 | Kitt Peak        | Spacewatch      | —         | MPC                           |
| 444055     | 2004 RU106 | 26 ago 2004 | Catalina         | CSS             | —         | MPC                           |
| 444056     | 2004 RG129 | 7 set 2004  | Kitt Peak        | Spacewatch      | Brangane  | MPC                           |
| 444057     | 2004 RH136 | 19 ago 2004 | Socorro          | LINEAR          | —         | MPC                           |
| 444058     | 2004 RH150 | 9 set 2004  | Socorro          | LINEAR          | —         | MPC                           |
| 444059     | 2004 RO153 | 10 set 2004 | Socorro          | LINEAR          | —         | MPC                           |
| 444060     | 2004 RU162 | 11 set 2004 | Socorro          | LINEAR          | —         | MPC                           |
| 444061     | 2004 RK166 | 7 set 2004  | Socorro          | LINEAR          | Mitidika  | MPC                           |
| 444062     | 2004 RQ167 | 11 ago 2004 | Socorro          | LINEAR          | —         | MPC                           |
| 444063     | 2004 RC179 | 10 set 2004 | Socorro          | LINEAR          | —         | MPC                           |
| 444064     | 2004 RN182 | 10 set 2004 | Socorro          | LINEAR          | —         | MPC                           |
| 444065     | 2004 RE184 | 10 set 2004 | Socorro          | LINEAR          | —         | MPC                           |
| 444066     | 2004 RX213 | 11 set 2004 | Socorro          | LINEAR          | —         | MPC                           |
| 444067     | 2004 RX218 | 11 set 2004 | Socorro          | LINEAR          | —         | MPC                           |
| 444068     | 2004 RE226 | 11 ago 2004 | Socorro          | LINEAR          | —         | MPC                           |
| 444069     | 2004 RN228 | 9 set 2004  | Kitt Peak        | Spacewatch      | —         | MPC                           |
| 444070     | 2004 RT241 | 10 set 2004 | Kitt Peak        | Spacewatch      | —         | MPC                           |
| 444071     | 2004 RE256 | 7 set 2004  | Socorro          | LINEAR          | —         | MPC                           |
| 444072     | 2004 RX263 | 10 set 2004 | Kitt Peak        | Spacewatch      | —         | MPC                           |
| 444073     | 2004 RY271 | 11 set 2004 | Kitt Peak        | Spacewatch      | —         | MPC                           |
| 444074     | 2004 RJ282 | 15 set 2004 | Kitt Peak        | Spacewatch      | —         | MPC                           |
| 444075     | 2004 RL296 | 11 set 2004 | Kitt Peak        | Spacewatch      | —         | MPC                           |
| 444076     | 2004 RQ302 | 11 set 2004 | Kitt Peak        | Spacewatch      | —         | MPC                           |
| 444077     | 2004 RX305 | 12 set 2004 | Socorro          | LINEAR          | —         | MPC                           |
| 444078     | 2004 RT313 | 15 set 2004 | Kitt Peak        | Spacewatch      | —         | MPC                           |
| 444079     | 2004 RT315 | 15 set 2004 | Siding Spring    | SSS             | —         | MPC                           |
| 444080     | 2004 RV335 | 15 set 2004 | Kitt Peak        | Spacewatch      | —         | MPC                           |
| 444081     | 2004 SO3   | 17 set 2004 | Socorro          | LINEAR          | —         | MPC                           |
| 444082     | 2004 SB21  | 21 set 2004 | Socorro          | LINEAR          | —         | MPC                           |
| 444083     | 2004 SY23  | 17 set 2004 | Kitt Peak        | Spacewatch      | —         | MPC                           |
| 444084     | 2004 SC24  | 7 set 2004  | Kitt Peak        | Spacewatch      | —         | MPC                           |
| 444085     | 2004 SU39  | 13 set 2004 | Anderson Mesa    | LONEOS          | —         | MPC                           |
| 444086     | 2004 SV46  | 18 set 2004 | Socorro          | LINEAR          | —         | MPC                           |
| 444087     | 2004 SY46  | 18 set 2004 | Socorro          | LINEAR          | —         | MPC                           |
| 444088     | 2004 SO51  | 19 ago 2004 | Siding Spring    | SSS             | —         | MPC                           |
| 444089     | 2004 SH58  | 9 set 2004  | Socorro          | LINEAR          | —         | MPC                           |
| 444090     | 2004 TW10  | 8 out 2004  | Socorro          | LINEAR          | —         | MPC                           |
| 444091     | 2004 TG14  | 9 out 2004  | Socorro          | LINEAR          | —         | MPC                           |
| 444092     | 2004 TX23  | 4 out 2004  | Kitt Peak        | Spacewatch      | —         | MPC                           |
| 444093     | 2004 TV25  | 4 out 2004  | Kitt Peak        | Spacewatch      | —         | MPC                           |
| 444094     | 2004 TA29  | 4 out 2004  | Kitt Peak        | Spacewatch      | —         | MPC                           |
| 444095     | 2004 TF33  | 22 set 2004 | Kitt Peak        | Spacewatch      | —         | MPC                           |
| 444096     | 2004 TE34  | 4 out 2004  | Kitt Peak        | Spacewatch      | —         | MPC                           |
| 444097     | 2004 TY34  | 9 set 2004  | Campo Imperatore | CINEOS          | —         | MPC                           |
| 444098     | 2004 TC36  | 4 out 2004  | Kitt Peak        | Spacewatch      | —         | MPC                           |
| 444099     | 2004 TG36  | 9 set 2004  | Kitt Peak        | Spacewatch      | —         | MPC                           |
| 444100     | 2004 TQ40  | 10 set 2004 | Kitt Peak        | Spacewatch      | —         | MPC                           |

## 444101–444200
| Designação | Designação | Descoberta  | Descoberta        | Descobridor(es)       | Categoria | Mais informações / Referência |
| Permanente | Provisória | Data        | Local             | Descobridor(es)       | Categoria | Mais informações / Referência |
| ---------- | ---------- | ----------- | ----------------- | --------------------- | --------- | ----------------------------- |
| 444101     | 2004 TY40  | 4 out 2004  | Kitt Peak         | Spacewatch            | —         | MPC                           |
| 444102     | 2004 TJ49  | 4 out 2004  | Kitt Peak         | Spacewatch            | —         | MPC                           |
| 444103     | 2004 TG51  | 4 out 2004  | Kitt Peak         | Spacewatch            | —         | MPC                           |
| 444104     | 2004 TZ56  | 5 out 2004  | Kitt Peak         | Spacewatch            | —         | MPC                           |
| 444105     | 2004 TR59  | 5 out 2004  | Kitt Peak         | Spacewatch            | —         | MPC                           |
| 444106     | 2004 TX68  | 5 out 2004  | Anderson Mesa     | LONEOS                | —         | MPC                           |
| 444107     | 2004 TF88  | 5 out 2004  | Kitt Peak         | Spacewatch            | —         | MPC                           |
| 444108     | 2004 TQ92  | 17 set 2004 | Kitt Peak         | Spacewatch            | —         | MPC                           |
| 444109     | 2004 TF111 | 7 out 2004  | Kitt Peak         | Spacewatch            | —         | MPC                           |
| 444110     | 2004 TH112 | 7 out 2004  | Kitt Peak         | Spacewatch            | —         | MPC                           |
| 444111     | 2004 TP119 | 6 out 2004  | Palomar           | NEAT                  | —         | MPC                           |
| 444112     | 2004 TR119 | 6 out 2004  | Palomar           | NEAT                  | —         | MPC                           |
| 444113     | 2004 TX121 | 22 set 2004 | Socorro           | LINEAR                | Mitidika  | MPC                           |
| 444114     | 2004 TT132 | 18 set 2004 | Socorro           | LINEAR                | —         | MPC                           |
| 444115     | 2004 TM143 | 4 out 2004  | Kitt Peak         | Spacewatch            | —         | MPC                           |
| 444116     | 2004 TK151 | 10 set 2004 | Kitt Peak         | Spacewatch            | —         | MPC                           |
| 444117     | 2004 TX156 | 6 out 2004  | Kitt Peak         | Spacewatch            | Brangane  | MPC                           |
| 444118     | 2004 TE159 | 6 out 2004  | Kitt Peak         | Spacewatch            | —         | MPC                           |
| 444119     | 2004 TJ163 | 6 out 2004  | Kitt Peak         | Spacewatch            | —         | MPC                           |
| 444120     | 2004 TW178 | 7 out 2004  | Kitt Peak         | Spacewatch            | Brangane  | MPC                           |
| 444121     | 2004 TO183 | 7 out 2004  | Kitt Peak         | Spacewatch            | —         | MPC                           |
| 444122     | 2004 TZ193 | 7 out 2004  | Kitt Peak         | Spacewatch            | —         | MPC                           |
| 444123     | 2004 TQ197 | 7 set 2004  | Kitt Peak         | Spacewatch            | —         | MPC                           |
| 444124     | 2004 TD207 | 7 out 2004  | Kitt Peak         | Spacewatch            | —         | MPC                           |
| 444125     | 2004 TF212 | 8 out 2004  | Kitt Peak         | Spacewatch            | —         | MPC                           |
| 444126     | 2004 TT215 | 10 out 2004 | Kitt Peak         | Spacewatch            | —         | MPC                           |
| 444127     | 2004 TW234 | 8 out 2004  | Socorro           | LINEAR                | —         | MPC                           |
| 444128     | 2004 TY269 | 9 out 2004  | Kitt Peak         | Spacewatch            | —         | MPC                           |
| 444129     | 2004 TM272 | 9 out 2004  | Kitt Peak         | Spacewatch            | Erigone   | MPC                           |
| 444130     | 2004 TZ310 | 9 out 2004  | Anderson Mesa     | LONEOS                | —         | MPC                           |
| 444131     | 2004 TR334 | 13 set 2004 | Anderson Mesa     | LONEOS                | —         | MPC                           |
| 444132     | 2004 TV343 | 14 out 2004 | Kitt Peak         | Spacewatch            | Brangane  | MPC                           |
| 444133     | 2004 TH344 | 4 out 2004  | Kitt Peak         | Spacewatch            | —         | MPC                           |
| 444134     | 2004 TL366 | 10 out 2004 | Kitt Peak         | M. W. Buie            | —         | MPC                           |
| 444135     | 2004 UB11  | 18 out 2004 | Socorro           | LINEAR                | —         | MPC                           |
| 444136     | 2004 VX1   | 2 nov 2004  | Anderson Mesa     | LONEOS                | —         | MPC                           |
| 444137     | 2004 VZ2   | 9 out 2004  | Kitt Peak         | Spacewatch            | —         | MPC                           |
| 444138     | 2004 VE15  | 5 nov 2004  | Palomar           | NEAT                  | —         | MPC                           |
| 444139     | 2004 VK15  | 6 nov 2004  | Needville         | J. Dellinger, A. Lowe | Ursula    | MPC                           |
| 444140     | 2004 VR21  | 4 nov 2004  | Catalina          | CSS                   | —         | MPC                           |
| 444141     | 2004 VX39  | 4 nov 2004  | Kitt Peak         | Spacewatch            | —         | MPC                           |
| 444142     | 2004 VO41  | 10 out 2004 | Kitt Peak         | Spacewatch            | —         | MPC                           |
| 444143     | 2004 VT49  | 4 nov 2004  | Kitt Peak         | Spacewatch            | —         | MPC                           |
| 444144     | 2004 VO51  | 4 nov 2004  | Kitt Peak         | Spacewatch            | —         | MPC                           |
| 444145     | 2004 VC54  | 25 set 2004 | Socorro           | LINEAR                | —         | MPC                           |
| 444146     | 2004 WO4   | 17 nov 2004 | Campo Imperatore  | CINEOS                | —         | MPC                           |
| 444147     | 2004 XZ14  | 8 dez 2004  | Socorro           | LINEAR                | —         | MPC                           |
| 444148     | 2004 XR47  | 9 dez 2004  | Kitt Peak         | Spacewatch            | —         | MPC                           |
| 444149     | 2004 YT    | 10 nov 2004 | Kitt Peak         | Spacewatch            | —         | MPC                           |
| 444150     | 2004 YW10  | 10 nov 2004 | Kitt Peak         | Spacewatch            | —         | MPC                           |
| 444151     | 2005 EE138 | 9 mar 2005  | Socorro           | LINEAR                | —         | MPC                           |
| 444152     | 2005 EF177 | 8 mar 2005  | Mount Lemmon      | Mount Lemmon Survey   | —         | MPC                           |
| 444153     | 2005 ET178 | 9 mar 2005  | Kitt Peak         | Spacewatch            | —         | MPC                           |
| 444154     | 2005 EY187 | 10 mar 2005 | Mount Lemmon      | Mount Lemmon Survey   | —         | MPC                           |
| 444155     | 2005 ER197 | 11 mar 2005 | Mount Lemmon      | Mount Lemmon Survey   | —         | MPC                           |
| 444156     | 2005 EH266 | 13 mar 2005 | Kitt Peak         | Spacewatch            | —         | MPC                           |
| 444157     | 2005 GP22  | 5 abr 2005  | Siding Spring     | SSS                   | —         | MPC                           |
| 444158     | 2005 GL61  | 9 mar 2005  | Mount Lemmon      | Mount Lemmon Survey   | —         | MPC                           |
| 444159     | 2005 GZ83  | 4 abr 2005  | Kitt Peak         | Spacewatch            | —         | MPC                           |
| 444160     | 2005 GU116 | 11 abr 2005 | Kitt Peak         | Spacewatch            | —         | MPC                           |
| 444161     | 2005 GP125 | 10 abr 2005 | Mount Lemmon      | Mount Lemmon Survey   | —         | MPC                           |
| 444162     | 2005 GN129 | 7 abr 2005  | Kitt Peak         | Spacewatch            | —         | MPC                           |
| 444163     | 2005 GU173 | 14 abr 2005 | Kitt Peak         | Spacewatch            | —         | MPC                           |
| 444164     | 2005 JN4   | 1 mai 2005  | Kitt Peak         | Spacewatch            | —         | MPC                           |
| 444165     | 2005 JY47  | 3 mai 2005  | Kitt Peak         | Spacewatch            | —         | MPC                           |
| 444166     | 2005 JY78  | 10 mai 2005 | Mount Lemmon      | Mount Lemmon Survey   | —         | MPC                           |
| 444167     | 2005 JF89  | 11 mai 2005 | Kitt Peak         | Spacewatch            | —         | MPC                           |
| 444168     | 2005 JP97  | 8 mai 2005  | Kitt Peak         | Spacewatch            | —         | MPC                           |
| 444169     | 2005 JO106 | 12 mai 2005 | Bergisch Gladbach | W. Bickel             | —         | MPC                           |
| 444170     | 2005 JZ135 | 11 mai 2005 | Anderson Mesa     | LONEOS                | —         | MPC                           |
| 444171     | 2005 KC1   | 16 mai 2005 | Kitt Peak         | Spacewatch            | —         | MPC                           |
| 444172     | 2005 LO4   | 1 jun 2005  | Kitt Peak         | Spacewatch            | —         | MPC                           |
| 444173     | 2005 NE81  | 9 jul 2005  | Kitt Peak         | Spacewatch            | —         | MPC                           |
| 444174     | 2005 NZ104 | 13 jun 2005 | Mount Lemmon      | Mount Lemmon Survey   | —         | MPC                           |
| 444175     | 2005 OH5   | 1 jul 2005  | Kitt Peak         | Spacewatch            | —         | MPC                           |
| 444176     | 2005 OA20  | 28 jul 2005 | Palomar           | NEAT                  | —         | MPC                           |
| 444177     | 2005 QA1   | 4 jul 2005  | Kitt Peak         | Spacewatch            | —         | MPC                           |
| 444178     | 2005 QP1   | 22 ago 2005 | Palomar           | NEAT                  | Eos       | MPC                           |
| 444179     | 2005 QV40  | 26 ago 2005 | Palomar           | NEAT                  | —         | MPC                           |
| 444180     | 2005 QZ120 | 28 ago 2005 | Kitt Peak         | Spacewatch            | —         | MPC                           |
| 444181     | 2005 QY121 | 28 ago 2005 | Kitt Peak         | Spacewatch            | —         | MPC                           |
| 444182     | 2005 QB180 | 26 ago 2005 | Palomar           | NEAT                  | —         | MPC                           |
| 444183     | 2005 QH187 | 30 ago 2005 | Kitt Peak         | Spacewatch            | —         | MPC                           |
| 444184     | 2005 RY12  | 1 set 2005  | Kitt Peak         | Spacewatch            | —         | MPC                           |
| 444185     | 2005 SR1   | 23 set 2005 | Kitt Peak         | Spacewatch            | —         | MPC                           |
| 444186     | 2005 SC15  | 26 set 2005 | Kitt Peak         | Spacewatch            | —         | MPC                           |
| 444187     | 2005 SH25  | 26 set 2005 | Catalina          | CSS                   | —         | MPC                           |
| 444188     | 2005 SN28  | 23 set 2005 | Kitt Peak         | Spacewatch            | Brangane  | MPC                           |
| 444189     | 2005 SR41  | 24 set 2005 | Kitt Peak         | Spacewatch            | —         | MPC                           |
| 444190     | 2005 SP57  | 26 set 2005 | Kitt Peak         | Spacewatch            | Brangane  | MPC                           |
| 444191     | 2005 SF64  | 26 set 2005 | Kitt Peak         | Spacewatch            | —         | MPC                           |
| 444192     | 2005 SW66  | 27 set 2005 | Kitt Peak         | Spacewatch            | —         | MPC                           |
| 444193     | 2005 SE71  | 30 set 2005 | Mount Lemmon      | Mount Lemmon Survey   | —         | MPC                           |
| 444194     | 2005 SM80  | 24 set 2005 | Kitt Peak         | Spacewatch            | —         | MPC                           |
| 444195     | 2005 SQ90  | 24 set 2005 | Kitt Peak         | Spacewatch            | —         | MPC                           |
| 444196     | 2005 SO93  | 24 set 2005 | Kitt Peak         | Spacewatch            | —         | MPC                           |
| 444197     | 2005 SZ108 | 26 set 2005 | Kitt Peak         | Spacewatch            | —         | MPC                           |
| 444198     | 2005 SK121 | 1 set 2005  | Kitt Peak         | Spacewatch            | —         | MPC                           |
| 444199     | 2005 SQ146 | 25 set 2005 | Kitt Peak         | Spacewatch            | —         | MPC                           |
| 444200     | 2005 SM156 | 26 set 2005 | Kitt Peak         | Spacewatch            | —         | MPC                           |

## 444201–444300
| Designação | Designação | Descoberta  | Descoberta    | Descobridor(es)     | Categoria | Mais informações / Referência |
| Permanente | Provisória | Data        | Local         | Descobridor(es)     | Categoria | Mais informações / Referência |
| ---------- | ---------- | ----------- | ------------- | ------------------- | --------- | ----------------------------- |
| 444201     | 2005 SK181 | 29 set 2005 | Kitt Peak     | Spacewatch          | —         | MPC                           |
| 444202     | 2005 SH233 | 30 set 2005 | Mount Lemmon  | Mount Lemmon Survey | Ursula    | MPC                           |
| 444203     | 2005 SV235 | 29 set 2005 | Kitt Peak     | Spacewatch          | —         | MPC                           |
| 444204     | 2005 SE252 | 31 ago 2005 | Kitt Peak     | Spacewatch          | —         | MPC                           |
| 444205     | 2005 SM285 | 25 set 2005 | Apache Point  | A. C. Becker        | —         | MPC                           |
| 444206     | 2005 SC291 | 30 set 2005 | Mount Lemmon  | Mount Lemmon Survey | —         | MPC                           |
| 444207     | 2005 SK293 | 23 set 2005 | Catalina      | CSS                 | Brangane  | MPC                           |
| 444208     | 2005 TR34  | 1 out 2005  | Kitt Peak     | Spacewatch          | —         | MPC                           |
| 444209     | 2005 TU54  | 1 out 2005  | Catalina      | CSS                 | —         | MPC                           |
| 444210     | 2005 TP57  | 1 out 2005  | Mount Lemmon  | Mount Lemmon Survey | —         | MPC                           |
| 444211     | 2005 TL58  | 1 out 2005  | Mount Lemmon  | Mount Lemmon Survey | —         | MPC                           |
| 444212     | 2005 TH68  | 5 out 2005  | Kitt Peak     | Spacewatch          | —         | MPC                           |
| 444213     | 2005 TC78  | 7 out 2005  | Mount Lemmon  | Mount Lemmon Survey | —         | MPC                           |
| 444214     | 2005 TY78  | 7 out 2005  | Kitt Peak     | Spacewatch          | —         | MPC                           |
| 444215     | 2005 TM83  | 3 out 2005  | Catalina      | CSS                 | —         | MPC                           |
| 444216     | 2005 TG87  | 5 out 2005  | Kitt Peak     | Spacewatch          | —         | MPC                           |
| 444217     | 2005 TN112 | 27 set 2005 | Kitt Peak     | Spacewatch          | —         | MPC                           |
| 444218     | 2005 TE119 | 7 out 2005  | Kitt Peak     | Spacewatch          | —         | MPC                           |
| 444219     | 2005 TW120 | 7 out 2005  | Kitt Peak     | Spacewatch          | —         | MPC                           |
| 444220     | 2005 TT122 | 29 set 2005 | Mount Lemmon  | Mount Lemmon Survey | —         | MPC                           |
| 444221     | 2005 TJ137 | 25 set 2005 | Kitt Peak     | Spacewatch          | —         | MPC                           |
| 444222     | 2005 TM180 | 1 out 2005  | Kitt Peak     | Spacewatch          | Brangane  | MPC                           |
| 444223     | 2005 TN187 | 6 out 2005  | Mount Lemmon  | Mount Lemmon Survey | —         | MPC                           |
| 444224     | 2005 TO194 | 10 out 2005 | Catalina      | CSS                 | —         | MPC                           |
| 444225     | 2005 US5   | 27 out 2005 | Socorro       | LINEAR              | —         | MPC                           |
| 444226     | 2005 UN6   | 22 out 2005 | Kitt Peak     | Spacewatch          | —         | MPC                           |
| 444227     | 2005 UA32  | 24 out 2005 | Kitt Peak     | Spacewatch          | —         | MPC                           |
| 444228     | 2005 UY42  | 22 out 2005 | Kitt Peak     | Spacewatch          | —         | MPC                           |
| 444229     | 2005 UJ47  | 22 out 2005 | Catalina      | CSS                 | —         | MPC                           |
| 444230     | 2005 UH71  | 10 out 2005 | Catalina      | CSS                 | —         | MPC                           |
| 444231     | 2005 UX72  | 23 out 2005 | Palomar       | NEAT                | —         | MPC                           |
| 444232     | 2005 UL83  | 22 out 2005 | Kitt Peak     | Spacewatch          | Brangane  | MPC                           |
| 444233     | 2005 UW83  | 22 out 2005 | Kitt Peak     | Spacewatch          | —         | MPC                           |
| 444234     | 2005 UW94  | 22 out 2005 | Kitt Peak     | Spacewatch          | —         | MPC                           |
| 444235     | 2005 UZ97  | 22 out 2005 | Kitt Peak     | Spacewatch          | —         | MPC                           |
| 444236     | 2005 UE100 | 22 out 2005 | Kitt Peak     | Spacewatch          | —         | MPC                           |
| 444237     | 2005 UL111 | 22 out 2005 | Kitt Peak     | Spacewatch          | —         | MPC                           |
| 444238     | 2005 UR125 | 24 out 2005 | Kitt Peak     | Spacewatch          | —         | MPC                           |
| 444239     | 2005 UL135 | 25 out 2005 | Kitt Peak     | Spacewatch          | —         | MPC                           |
| 444240     | 2005 UM135 | 25 out 2005 | Kitt Peak     | Spacewatch          | —         | MPC                           |
| 444241     | 2005 US144 | 26 out 2005 | Kitt Peak     | Spacewatch          | —         | MPC                           |
| 444242     | 2005 US149 | 26 out 2005 | Kitt Peak     | Spacewatch          | —         | MPC                           |
| 444243     | 2005 UU149 | 26 out 2005 | Kitt Peak     | Spacewatch          | —         | MPC                           |
| 444244     | 2005 UD154 | 26 out 2005 | Kitt Peak     | Spacewatch          | —         | MPC                           |
| 444245     | 2005 UF159 | 25 out 2005 | Catalina      | CSS                 | —         | MPC                           |
| 444246     | 2005 UG165 | 24 out 2005 | Kitt Peak     | Spacewatch          | Flora     | MPC                           |
| 444247     | 2005 UA169 | 24 out 2005 | Kitt Peak     | Spacewatch          | —         | MPC                           |
| 444248     | 2005 UM171 | 24 out 2005 | Kitt Peak     | Spacewatch          | Brangane  | MPC                           |
| 444249     | 2005 UA179 | 24 out 2005 | Kitt Peak     | Spacewatch          | —         | MPC                           |
| 444250     | 2005 US183 | 25 out 2005 | Mount Lemmon  | Mount Lemmon Survey | —         | MPC                           |
| 444251     | 2005 UX191 | 27 out 2005 | Mount Lemmon  | Mount Lemmon Survey | —         | MPC                           |
| 444252     | 2005 UG193 | 29 set 2005 | Mount Lemmon  | Mount Lemmon Survey | —         | MPC                           |
| 444253     | 2005 UT195 | 24 out 2005 | Kitt Peak     | Spacewatch          | —         | MPC                           |
| 444254     | 2005 UL206 | 27 out 2005 | Kitt Peak     | Spacewatch          | —         | MPC                           |
| 444255     | 2005 UB212 | 27 out 2005 | Kitt Peak     | Spacewatch          | —         | MPC                           |
| 444256     | 2005 US219 | 25 out 2005 | Kitt Peak     | Spacewatch          | —         | MPC                           |
| 444257     | 2005 UG224 | 25 out 2005 | Kitt Peak     | Spacewatch          | —         | MPC                           |
| 444258     | 2005 UU232 | 25 out 2005 | Mount Lemmon  | Mount Lemmon Survey | —         | MPC                           |
| 444259     | 2005 UT236 | 25 out 2005 | Kitt Peak     | Spacewatch          | —         | MPC                           |
| 444260     | 2005 UA238 | 25 out 2005 | Kitt Peak     | Spacewatch          | —         | MPC                           |
| 444261     | 2005 UX240 | 25 out 2005 | Kitt Peak     | Spacewatch          | —         | MPC                           |
| 444262     | 2005 UX244 | 25 out 2005 | Kitt Peak     | Spacewatch          | —         | MPC                           |
| 444263     | 2005 UD258 | 25 out 2005 | Kitt Peak     | Spacewatch          | —         | MPC                           |
| 444264     | 2005 UU265 | 27 out 2005 | Kitt Peak     | Spacewatch          | —         | MPC                           |
| 444265     | 2005 UT269 | 1 out 2005  | Kitt Peak     | Spacewatch          | —         | MPC                           |
| 444266     | 2005 UD296 | 26 out 2005 | Kitt Peak     | Spacewatch          | —         | MPC                           |
| 444267     | 2005 UT297 | 26 out 2005 | Kitt Peak     | Spacewatch          | —         | MPC                           |
| 444268     | 2005 UQ299 | 26 out 2005 | Kitt Peak     | Spacewatch          | Brangane  | MPC                           |
| 444269     | 2005 UD311 | 29 out 2005 | Mount Lemmon  | Mount Lemmon Survey | —         | MPC                           |
| 444270     | 2005 UA322 | 27 out 2005 | Kitt Peak     | Spacewatch          | —         | MPC                           |
| 444271     | 2005 UV325 | 11 out 2005 | Kitt Peak     | Spacewatch          | —         | MPC                           |
| 444272     | 2005 US332 | 1 out 2005  | Mount Lemmon  | Mount Lemmon Survey | —         | MPC                           |
| 444273     | 2005 UK333 | 29 out 2005 | Mount Lemmon  | Mount Lemmon Survey | —         | MPC                           |
| 444274     | 2005 UP335 | 30 out 2005 | Socorro       | LINEAR              | —         | MPC                           |
| 444275     | 2005 UM336 | 30 out 2005 | Mount Lemmon  | Mount Lemmon Survey | —         | MPC                           |
| 444276     | 2005 UX349 | 27 out 2005 | Mount Lemmon  | Mount Lemmon Survey | —         | MPC                           |
| 444277     | 2005 UT380 | 30 out 2005 | Mount Lemmon  | Mount Lemmon Survey | —         | MPC                           |
| 444278     | 2005 UQ384 | 27 out 2005 | Kitt Peak     | Spacewatch          | Brangane  | MPC                           |
| 444279     | 2005 UO424 | 28 out 2005 | Kitt Peak     | Spacewatch          | —         | MPC                           |
| 444280     | 2005 UK426 | 28 out 2005 | Kitt Peak     | Spacewatch          | —         | MPC                           |
| 444281     | 2005 UX429 | 28 out 2005 | Kitt Peak     | Spacewatch          | —         | MPC                           |
| 444282     | 2005 UF431 | 28 out 2005 | Kitt Peak     | Spacewatch          | —         | MPC                           |
| 444283     | 2005 UT436 | 31 out 2005 | Kitt Peak     | Spacewatch          | Brangane  | MPC                           |
| 444284     | 2005 UF442 | 29 out 2005 | Catalina      | CSS                 | —         | MPC                           |
| 444285     | 2005 UB446 | 29 out 2005 | Catalina      | CSS                 | —         | MPC                           |
| 444286     | 2005 UH460 | 28 out 2005 | Mount Lemmon  | Mount Lemmon Survey | —         | MPC                           |
| 444287     | 2005 UV469 | 30 out 2005 | Kitt Peak     | Spacewatch          | —         | MPC                           |
| 444288     | 2005 UE473 | 30 out 2005 | Mount Lemmon  | Mount Lemmon Survey | —         | MPC                           |
| 444289     | 2005 UE476 | 23 out 2005 | Catalina      | CSS                 | —         | MPC                           |
| 444290     | 2005 UP489 | 23 out 2005 | Catalina      | CSS                 | —         | MPC                           |
| 444291     | 2005 UY495 | 26 out 2005 | Anderson Mesa | LONEOS              | Brangane  | MPC                           |
| 444292     | 2005 UJ511 | 27 out 2005 | Mount Lemmon  | Mount Lemmon Survey | —         | MPC                           |
| 444293     | 2005 UO511 | 27 out 2005 | Mount Lemmon  | Mount Lemmon Survey | —         | MPC                           |
| 444294     | 2005 UM513 | 27 out 2005 | Kitt Peak     | Spacewatch          | —         | MPC                           |
| 444295     | 2005 UM515 | 22 out 2005 | Apache Point  | A. C. Becker        | —         | MPC                           |
| 444296     | 2005 UV517 | 25 out 2005 | Apache Point  | A. C. Becker        | —         | MPC                           |
| 444297     | 2005 UH526 | 25 out 2005 | Kitt Peak     | Spacewatch          | —         | MPC                           |
| 444298     | 2005 UF527 | 30 out 2005 | Mount Lemmon  | Mount Lemmon Survey | —         | MPC                           |
| 444299     | 2005 VO13  | 30 set 2005 | Mount Lemmon  | Mount Lemmon Survey | —         | MPC                           |
| 444300     | 2005 VC34  | 31 out 2005 | Mount Lemmon  | Mount Lemmon Survey | —         | MPC                           |

## 444301–444400
| Designação | Designação | Descoberta  | Descoberta   | Descobridor(es)     | Categoria | Mais informações / Referência |
| Permanente | Provisória | Data        | Local        | Descobridor(es)     | Categoria | Mais informações / Referência |
| ---------- | ---------- | ----------- | ------------ | ------------------- | --------- | ----------------------------- |
| 444301     | 2005 VO51  | 29 out 2005 | Kitt Peak    | Spacewatch          | —         | MPC                           |
| 444302     | 2005 VD66  | 1 nov 2005  | Mount Lemmon | Mount Lemmon Survey | —         | MPC                           |
| 444303     | 2005 VA68  | 22 out 2005 | Kitt Peak    | Spacewatch          | —         | MPC                           |
| 444304     | 2005 VD68  | 1 nov 2005  | Mount Lemmon | Mount Lemmon Survey | —         | MPC                           |
| 444305     | 2005 VM76  | 4 nov 2005  | Kitt Peak    | Spacewatch          | —         | MPC                           |
| 444306     | 2005 VX80  | 25 out 2005 | Mount Lemmon | Mount Lemmon Survey | —         | MPC                           |
| 444307     | 2005 VF92  | 6 nov 2005  | Mount Lemmon | Mount Lemmon Survey | —         | MPC                           |
| 444308     | 2005 VE94  | 6 nov 2005  | Mount Lemmon | Mount Lemmon Survey | —         | MPC                           |
| 444309     | 2005 VE99  | 10 nov 2005 | Catalina     | CSS                 | —         | MPC                           |
| 444310     | 2005 VK101 | 2 nov 2005  | Mount Lemmon | Mount Lemmon Survey | —         | MPC                           |
| 444311     | 2005 VT105 | 10 out 2005 | Kitt Peak    | Spacewatch          | —         | MPC                           |
| 444312     | 2005 VL107 | 5 nov 2005  | Kitt Peak    | Spacewatch          | —         | MPC                           |
| 444313     | 2005 VP110 | 30 set 2005 | Mount Lemmon | Mount Lemmon Survey | —         | MPC                           |
| 444314     | 2005 VK111 | 6 nov 2005  | Mount Lemmon | Mount Lemmon Survey | —         | MPC                           |
| 444315     | 2005 VU124 | 4 nov 2005  | Kitt Peak    | Spacewatch          | —         | MPC                           |
| 444316     | 2005 VJ134 | 1 nov 2005  | Mount Lemmon | Mount Lemmon Survey | —         | MPC                           |
| 444317     | 2005 WJ13  | 25 out 2005 | Mount Lemmon | Mount Lemmon Survey | —         | MPC                           |
| 444318     | 2005 WC16  | 22 nov 2005 | Kitt Peak    | Spacewatch          | —         | MPC                           |
| 444319     | 2005 WD18  | 22 nov 2005 | Kitt Peak    | Spacewatch          | —         | MPC                           |
| 444320     | 2005 WU18  | 22 nov 2005 | Kitt Peak    | Spacewatch          | —         | MPC                           |
| 444321     | 2005 WX19  | 12 nov 2005 | Kitt Peak    | Spacewatch          | —         | MPC                           |
| 444322     | 2005 WR21  | 21 nov 2005 | Kitt Peak    | Spacewatch          | —         | MPC                           |
| 444323     | 2005 WX25  | 30 set 2005 | Mount Lemmon | Mount Lemmon Survey | —         | MPC                           |
| 444324     | 2005 WB30  | 21 nov 2005 | Kitt Peak    | Spacewatch          | —         | MPC                           |
| 444325     | 2005 WW30  | 21 nov 2005 | Kitt Peak    | Spacewatch          | —         | MPC                           |
| 444326     | 2005 WL35  | 22 nov 2005 | Kitt Peak    | Spacewatch          | —         | MPC                           |
| 444327     | 2005 WL38  | 22 nov 2005 | Junk Bond    | D. Healy            | —         | MPC                           |
| 444328     | 2005 WR40  | 25 nov 2005 | Mount Lemmon | Mount Lemmon Survey | —         | MPC                           |
| 444329     | 2005 WY42  | 27 out 2005 | Mount Lemmon | Mount Lemmon Survey | —         | MPC                           |
| 444330     | 2005 WE47  | 25 nov 2005 | Kitt Peak    | Spacewatch          | Brangane  | MPC                           |
| 444331     | 2005 WT57  | 21 nov 2005 | Catalina     | CSS                 | —         | MPC                           |
| 444332     | 2005 WH65  | 25 out 2005 | Kitt Peak    | Spacewatch          | —         | MPC                           |
| 444333     | 2005 WG69  | 26 nov 2005 | Mount Lemmon | Mount Lemmon Survey | —         | MPC                           |
| 444334     | 2005 WB72  | 22 nov 2005 | Catalina     | CSS                 | —         | MPC                           |
| 444335     | 2005 WH81  | 26 nov 2005 | Mount Lemmon | Mount Lemmon Survey | —         | MPC                           |
| 444336     | 2005 WW85  | 28 nov 2005 | Mount Lemmon | Mount Lemmon Survey | —         | MPC                           |
| 444337     | 2005 WB89  | 22 out 2005 | Kitt Peak    | Spacewatch          | Brangane  | MPC                           |
| 444338     | 2005 WD98  | 26 nov 2005 | Kitt Peak    | Spacewatch          | —         | MPC                           |
| 444339     | 2005 WF109 | 30 nov 2005 | Kitt Peak    | Spacewatch          | —         | MPC                           |
| 444340     | 2005 WP112 | 30 nov 2005 | Mount Lemmon | Mount Lemmon Survey | —         | MPC                           |
| 444341     | 2005 WY112 | 25 nov 2005 | Catalina     | CSS                 | —         | MPC                           |
| 444342     | 2005 WE118 | 28 nov 2005 | Catalina     | CSS                 | Brangane  | MPC                           |
| 444343     | 2005 WG124 | 12 nov 2005 | Kitt Peak    | Spacewatch          | —         | MPC                           |
| 444344     | 2005 WY130 | 25 nov 2005 | Mount Lemmon | Mount Lemmon Survey | —         | MPC                           |
| 444345     | 2005 WY131 | 25 out 2005 | Mount Lemmon | Mount Lemmon Survey | —         | MPC                           |
| 444346     | 2005 WM138 | 26 nov 2005 | Mount Lemmon | Mount Lemmon Survey | —         | MPC                           |
| 444347     | 2005 WT141 | 28 nov 2005 | Mount Lemmon | Mount Lemmon Survey | —         | MPC                           |
| 444348     | 2005 WW144 | 6 nov 2005  | Mount Lemmon | Mount Lemmon Survey | —         | MPC                           |
| 444349     | 2005 WN145 | 28 out 2005 | Mount Lemmon | Mount Lemmon Survey | —         | MPC                           |
| 444350     | 2005 WP152 | 29 nov 2005 | Kitt Peak    | Spacewatch          | Brangane  | MPC                           |
| 444351     | 2005 WZ153 | 29 nov 2005 | Palomar      | NEAT                | —         | MPC                           |
| 444352     | 2005 WN158 | 28 nov 2005 | Socorro      | LINEAR              | —         | MPC                           |
| 444353     | 2005 WH169 | 30 nov 2005 | Kitt Peak    | Spacewatch          | —         | MPC                           |
| 444354     | 2005 WK198 | 5 nov 2005  | Kitt Peak    | Spacewatch          | —         | MPC                           |
| 444355     | 2005 XH9   | 1 dez 2005  | Kitt Peak    | Spacewatch          | —         | MPC                           |
| 444356     | 2005 XT15  | 22 nov 2005 | Kitt Peak    | Spacewatch          | Brangane  | MPC                           |
| 444357     | 2005 XP17  | 1 dez 2005  | Kitt Peak    | Spacewatch          | —         | MPC                           |
| 444358     | 2005 XB21  | 2 dez 2005  | Mount Lemmon | Mount Lemmon Survey | —         | MPC                           |
| 444359     | 2005 XL26  | 4 dez 2005  | Mount Lemmon | Mount Lemmon Survey | —         | MPC                           |
| 444360     | 2005 XM27  | 9 out 1994  | Kitt Peak    | Spacewatch          | —         | MPC                           |
| 444361     | 2005 XH37  | 27 out 2005 | Mount Lemmon | Mount Lemmon Survey | —         | MPC                           |
| 444362     | 2005 XA47  | 28 out 2005 | Mount Lemmon | Mount Lemmon Survey | —         | MPC                           |
| 444363     | 2005 XZ50  | 2 dez 2005  | Kitt Peak    | Spacewatch          | —         | MPC                           |
| 444364     | 2005 XA58  | 2 dez 2005  | Kitt Peak    | Spacewatch          | —         | MPC                           |
| 444365     | 2005 XC61  | 4 dez 2005  | Kitt Peak    | Spacewatch          | —         | MPC                           |
| 444366     | 2005 XP72  | 6 dez 2005  | Kitt Peak    | Spacewatch          | —         | MPC                           |
| 444367     | 2005 XE90  | 8 dez 2005  | Kitt Peak    | Spacewatch          | —         | MPC                           |
| 444368     | 2005 YD2   | 19 out 1998 | Kitt Peak    | Spacewatch          | —         | MPC                           |
| 444369     | 2005 YU2   | 21 dez 2005 | Catalina     | CSS                 | —         | MPC                           |
| 444370     | 2005 YH44  | 5 dez 2005  | Kitt Peak    | Spacewatch          | Brangane  | MPC                           |
| 444371     | 2005 YE62  | 24 dez 2005 | Kitt Peak    | Spacewatch          | —         | MPC                           |
| 444372     | 2005 YW65  | 25 dez 2005 | Mount Lemmon | Mount Lemmon Survey | —         | MPC                           |
| 444373     | 2005 YL66  | 25 dez 2005 | Kitt Peak    | Spacewatch          | —         | MPC                           |
| 444374     | 2005 YZ68  | 26 dez 2005 | Kitt Peak    | Spacewatch          | —         | MPC                           |
| 444375     | 2005 YJ69  | 26 dez 2005 | Kitt Peak    | Spacewatch          | —         | MPC                           |
| 444376     | 2005 YA71  | 29 nov 2005 | Mount Lemmon | Mount Lemmon Survey | —         | MPC                           |
| 444377     | 2005 YL83  | 24 dez 2005 | Kitt Peak    | Spacewatch          | —         | MPC                           |
| 444378     | 2005 YU87  | 2 dez 2005  | Mount Lemmon | Mount Lemmon Survey | —         | MPC                           |
| 444379     | 2005 YO92  | 27 dez 2005 | Mount Lemmon | Mount Lemmon Survey | —         | MPC                           |
| 444380     | 2005 YJ99  | 28 dez 2005 | Kitt Peak    | Spacewatch          | —         | MPC                           |
| 444381     | 2005 YY113 | 25 dez 2005 | Kitt Peak    | Spacewatch          | —         | MPC                           |
| 444382     | 2005 YJ114 | 25 dez 2005 | Kitt Peak    | Spacewatch          | Mitidika  | MPC                           |
| 444383     | 2005 YN119 | 26 dez 2005 | Mount Lemmon | Mount Lemmon Survey | —         | MPC                           |
| 444384     | 2005 YT125 | 26 dez 2005 | Kitt Peak    | Spacewatch          | —         | MPC                           |
| 444385     | 2005 YT134 | 26 dez 2005 | Kitt Peak    | Spacewatch          | —         | MPC                           |
| 444386     | 2005 YY150 | 25 dez 2005 | Kitt Peak    | Spacewatch          | —         | MPC                           |
| 444387     | 2005 YA156 | 30 nov 2005 | Mount Lemmon | Mount Lemmon Survey | —         | MPC                           |
| 444388     | 2005 YG176 | 22 dez 2005 | Kitt Peak    | Spacewatch          | Mitidika  | MPC                           |
| 444389     | 2005 YA180 | 28 dez 2005 | Mount Lemmon | Mount Lemmon Survey | —         | MPC                           |
| 444390     | 2005 YX187 | 30 nov 2005 | Mount Lemmon | Mount Lemmon Survey | —         | MPC                           |
| 444391     | 2005 YS190 | 30 dez 2005 | Kitt Peak    | Spacewatch          | —         | MPC                           |
| 444392     | 2005 YS201 | 24 dez 2005 | Kitt Peak    | Spacewatch          | —         | MPC                           |
| 444393     | 2005 YC238 | 28 nov 2005 | Mount Lemmon | Mount Lemmon Survey | —         | MPC                           |
| 444394     | 2005 YW245 | 1 dez 2005  | Mount Lemmon | Mount Lemmon Survey | —         | MPC                           |
| 444395     | 2005 YR247 | 30 dez 2005 | Kitt Peak    | Spacewatch          | —         | MPC                           |
| 444396     | 2005 YU253 | 29 dez 2005 | Kitt Peak    | Spacewatch          | —         | MPC                           |
| 444397     | 2005 YL276 | 10 dez 2005 | Kitt Peak    | Spacewatch          | —         | MPC                           |
| 444398     | 2005 YC280 | 25 dez 2005 | Kitt Peak    | Spacewatch          | —         | MPC                           |
| 444399     | 2005 YP282 | 26 dez 2005 | Mount Lemmon | Mount Lemmon Survey | —         | MPC                           |
| 444400     | 2005 YH286 | 30 dez 2005 | Kitt Peak    | Spacewatch          | —         | MPC                           |

## 444401–444500
| Designação | Designação | Descoberta  | Descoberta       | Descobridor(es)     | Categoria | Mais informações / Referência |
| Permanente | Provisória | Data        | Local            | Descobridor(es)     | Categoria | Mais informações / Referência |
| ---------- | ---------- | ----------- | ---------------- | ------------------- | --------- | ----------------------------- |
| 444401     | 2005 YU286 | 6 dez 2005  | Kitt Peak        | Spacewatch          | —         | MPC                           |
| 444402     | 2006 AE8   | 7 jan 2006  | Anderson Mesa    | LONEOS              | —         | MPC                           |
| 444403     | 2006 AK30  | 2 jan 2006  | Mount Lemmon     | Mount Lemmon Survey | —         | MPC                           |
| 444404     | 2006 AO31  | 5 jan 2006  | Catalina         | CSS                 | —         | MPC                           |
| 444405     | 2006 AV31  | 5 jan 2006  | Catalina         | CSS                 | —         | MPC                           |
| 444406     | 2006 AO35  | 25 dez 2005 | Mount Lemmon     | Mount Lemmon Survey | —         | MPC                           |
| 444407     | 2006 AR35  | 4 jan 2006  | Mount Lemmon     | Mount Lemmon Survey | Mitidika  | MPC                           |
| 444408     | 2006 AL40  | 5 jan 2006  | Mount Lemmon     | Mount Lemmon Survey | —         | MPC                           |
| 444409     | 2006 AY46  | 6 jan 2006  | Kitt Peak        | Spacewatch          | —         | MPC                           |
| 444410     | 2006 AD49  | 2 dez 2005  | Kitt Peak        | Spacewatch          | —         | MPC                           |
| 444411     | 2006 AR51  | 25 dez 2005 | Mount Lemmon     | Mount Lemmon Survey | —         | MPC                           |
| 444412     | 2006 AQ53  | 5 jan 2006  | Kitt Peak        | Spacewatch          | —         | MPC                           |
| 444413     | 2006 AH55  | 5 jan 2006  | Kitt Peak        | Spacewatch          | —         | MPC                           |
| 444414     | 2006 AQ56  | 29 dez 2005 | Mount Lemmon     | Mount Lemmon Survey | —         | MPC                           |
| 444415     | 2006 AK65  | 8 jan 2006  | Kitt Peak        | Spacewatch          | —         | MPC                           |
| 444416     | 2006 BQ8   | 23 jan 2006 | Kitt Peak        | Spacewatch          | —         | MPC                           |
| 444417     | 2006 BP13  | 30 dez 2005 | Kitt Peak        | Spacewatch          | Ursula    | MPC                           |
| 444418     | 2006 BM30  | 25 nov 2005 | Mount Lemmon     | Mount Lemmon Survey | —         | MPC                           |
| 444419     | 2006 BR34  | 10 jan 2006 | Mount Lemmon     | Mount Lemmon Survey | —         | MPC                           |
| 444420     | 2006 BQ35  | 23 jan 2006 | Kitt Peak        | Spacewatch          | —         | MPC                           |
| 444421     | 2006 BC39  | 24 jan 2006 | Socorro          | LINEAR              | —         | MPC                           |
| 444422     | 2006 BJ49  | 25 jan 2006 | Kitt Peak        | Spacewatch          | Mitidika  | MPC                           |
| 444423     | 2006 BE57  | 23 jan 2006 | Kitt Peak        | Spacewatch          | —         | MPC                           |
| 444424     | 2006 BM65  | 23 jan 2006 | Kitt Peak        | Spacewatch          | Mitidika  | MPC                           |
| 444425     | 2006 BV65  | 23 jan 2006 | Kitt Peak        | Spacewatch          | —         | MPC                           |
| 444426     | 2006 BC79  | 23 jan 2006 | Kitt Peak        | Spacewatch          | —         | MPC                           |
| 444427     | 2006 BN87  | 25 jan 2006 | Kitt Peak        | Spacewatch          | —         | MPC                           |
| 444428     | 2006 BN137 | 28 jan 2006 | Mount Lemmon     | Mount Lemmon Survey | —         | MPC                           |
| 444429     | 2006 BE140 | 21 jan 2006 | Mount Lemmon     | Mount Lemmon Survey | —         | MPC                           |
| 444430     | 2006 BD144 | 23 jan 2006 | Catalina         | CSS                 | —         | MPC                           |
| 444431     | 2006 BV168 | 26 jan 2006 | Mount Lemmon     | Mount Lemmon Survey | —         | MPC                           |
| 444432     | 2006 BF179 | 27 jan 2006 | Mount Lemmon     | Mount Lemmon Survey | —         | MPC                           |
| 444433     | 2006 BE180 | 27 jan 2006 | Mount Lemmon     | Mount Lemmon Survey | —         | MPC                           |
| 444434     | 2006 BU184 | 28 jan 2006 | Mount Lemmon     | Mount Lemmon Survey | —         | MPC                           |
| 444435     | 2006 BK194 | 30 jan 2006 | Kitt Peak        | Spacewatch          | —         | MPC                           |
| 444436     | 2006 BF205 | 31 jan 2006 | Kitt Peak        | Spacewatch          | —         | MPC                           |
| 444437     | 2006 BJ228 | 31 jan 2006 | Kitt Peak        | Spacewatch          | —         | MPC                           |
| 444438     | 2006 BM228 | 31 jan 2006 | Kitt Peak        | Spacewatch          | —         | MPC                           |
| 444439     | 2006 BK247 | 25 dez 2005 | Mount Lemmon     | Mount Lemmon Survey | —         | MPC                           |
| 444440     | 2006 BO247 | 31 jan 2006 | Kitt Peak        | Spacewatch          | Mitidika  | MPC                           |
| 444441     | 2006 BN264 | 31 jan 2006 | Kitt Peak        | Spacewatch          | —         | MPC                           |
| 444442     | 2006 BC282 | 31 jan 2006 | Kitt Peak        | Spacewatch          | —         | MPC                           |
| 444443     | 2006 CV11  | 1 fev 2006  | Kitt Peak        | Spacewatch          | —         | MPC                           |
| 444444     | 2006 CL67  | 4 fev 2006  | Mount Lemmon     | Mount Lemmon Survey | —         | MPC                           |
| 444445     | 2006 DB22  | 25 jan 2006 | Kitt Peak        | Spacewatch          | —         | MPC                           |
| 444446     | 2006 DH45  | 6 jan 2006  | Catalina         | CSS                 | —         | MPC                           |
| 444447     | 2006 DR80  | 24 fev 2006 | Kitt Peak        | Spacewatch          | —         | MPC                           |
| 444448     | 2006 DY127 | 4 fev 2006  | Kitt Peak        | Spacewatch          | —         | MPC                           |
| 444449     | 2006 DS137 | 25 fev 2006 | Kitt Peak        | Spacewatch          | —         | MPC                           |
| 444450     | 2006 DS149 | 25 fev 2006 | Kitt Peak        | Spacewatch          | —         | MPC                           |
| 444451     | 2006 DT151 | 25 fev 2006 | Kitt Peak        | Spacewatch          | —         | MPC                           |
| 444452     | 2006 DG183 | 27 fev 2006 | Kitt Peak        | Spacewatch          | —         | MPC                           |
| 444453     | 2006 DK192 | 27 fev 2006 | Kitt Peak        | Spacewatch          | —         | MPC                           |
| 444454     | 2006 DK199 | 23 fev 2006 | Anderson Mesa    | LONEOS              | —         | MPC                           |
| 444455     | 2006 DG206 | 25 fev 2006 | Mount Lemmon     | Mount Lemmon Survey | —         | MPC                           |
| 444456     | 2006 EK6   | 2 mar 2006  | Kitt Peak        | Spacewatch          | Mitidika  | MPC                           |
| 444457     | 2006 EB21  | 3 mar 2006  | Kitt Peak        | Spacewatch          | —         | MPC                           |
| 444458     | 2006 EH21  | 3 mar 2006  | Kitt Peak        | Spacewatch          | Mitidika  | MPC                           |
| 444459     | 2006 EJ37  | 3 mar 2006  | Kitt Peak        | Spacewatch          | —         | MPC                           |
| 444460     | 2006 EB48  | 4 mar 2006  | Kitt Peak        | Spacewatch          | —         | MPC                           |
| 444461     | 2006 EV66  | 8 mar 2006  | Kitt Peak        | Spacewatch          | —         | MPC                           |
| 444462     | 2006 EC68  | 2 mar 2006  | Kitt Peak        | M. W. Buie          | —         | MPC                           |
| 444463     | 2006 EY72  | 2 mar 2006  | Kitt Peak        | Spacewatch          | —         | MPC                           |
| 444464     | 2006 FU10  | 31 jan 2006 | Catalina         | CSS                 | —         | MPC                           |
| 444465     | 2006 FA21  | 22 jan 2006 | Catalina         | CSS                 | —         | MPC                           |
| 444466     | 2006 GL31  | 2 abr 2006  | Kitt Peak        | Spacewatch          | Juno      | MPC                           |
| 444467     | 2006 HS57  | 20 abr 2006 | Kitt Peak        | Spacewatch          | —         | MPC                           |
| 444468     | 2006 HJ58  | 27 abr 2006 | Socorro          | LINEAR              | —         | MPC                           |
| 444469     | 2006 JG4   | 2 mai 2006  | Mount Lemmon     | Mount Lemmon Survey | —         | MPC                           |
| 444470     | 2006 KJ26  | 20 mai 2006 | Kitt Peak        | Spacewatch          | —         | MPC                           |
| 444471     | 2006 KX58  | 22 mai 2006 | Kitt Peak        | Spacewatch          | Phocaea   | MPC                           |
| 444472     | 2006 KD103 | 29 mai 2006 | Socorro          | LINEAR              | —         | MPC                           |
| 444473     | 2006 KB105 | 28 mai 2006 | Kitt Peak        | Spacewatch          | —         | MPC                           |
| 444474     | 2006 KL142 | 25 mai 2006 | Mauna Kea        | P. A. Wiegert       | —         | MPC                           |
| 444475     | 2006 PD2   | 12 ago 2006 | Palomar          | NEAT                | Phocaea   | MPC                           |
| 444476     | 2006 PV17  | 15 ago 2006 | Palomar          | NEAT                | —         | MPC                           |
| 444477     | 2006 PE28  | 18 jul 2006 | Siding Spring    | SSS                 | —         | MPC                           |
| 444478     | 2006 QN51  | 23 ago 2006 | Palomar          | NEAT                | —         | MPC                           |
| 444479     | 2006 QT71  | 21 ago 2006 | Kitt Peak        | Spacewatch          | —         | MPC                           |
| 444480     | 2006 QL89  | 28 ago 2006 | La Sagra         | Mallorca Obs.       | Themis    | MPC                           |
| 444481     | 2006 QG105 | 28 ago 2006 | Catalina         | CSS                 | Phocaea   | MPC                           |
| 444482     | 2006 QK118 | 21 ago 2006 | Kitt Peak        | Spacewatch          | —         | MPC                           |
| 444483     | 2006 QY118 | 8 mai 2006  | Mount Lemmon     | Mount Lemmon Survey | —         | MPC                           |
| 444484     | 2006 QV144 | 29 ago 2006 | Anderson Mesa    | LONEOS              | —         | MPC                           |
| 444485     | 2006 QY144 | 29 ago 2006 | Catalina         | CSS                 | —         | MPC                           |
| 444486     | 2006 QU147 | 8 mai 2005  | Kitt Peak        | Spacewatch          | —         | MPC                           |
| 444487     | 2006 QW157 | 19 ago 2006 | Kitt Peak        | Spacewatch          | —         | MPC                           |
| 444488     | 2006 QJ185 | 28 ago 2006 | Kitt Peak        | Spacewatch          | —         | MPC                           |
| 444489     | 2006 QZ186 | 28 ago 2006 | Catalina         | CSS                 | —         | MPC                           |
| 444490     | 2006 RT2   | 12 set 2006 | Socorro          | LINEAR              | —         | MPC                           |
| 444491     | 2006 RY3   | 12 set 2006 | Catalina         | CSS                 | —         | MPC                           |
| 444492     | 2006 RR17  | 29 ago 2006 | Anderson Mesa    | LONEOS              | —         | MPC                           |
| 444493     | 2006 RE20  | 15 set 2006 | Kitt Peak        | Spacewatch          | —         | MPC                           |
| 444494     | 2006 RY20  | 15 set 2006 | Kitt Peak        | Spacewatch          | —         | MPC                           |
| 444495     | 2006 RQ22  | 15 set 2006 | Goodricke-Pigott | R. A. Tucker        | —         | MPC                           |
| 444496     | 2006 RL32  | 15 set 2006 | Kitt Peak        | Spacewatch          | —         | MPC                           |
| 444497     | 2006 RT41  | 14 set 2006 | Kitt Peak        | Spacewatch          | —         | MPC                           |
| 444498     | 2006 RG53  | 14 set 2006 | Kitt Peak        | Spacewatch          | —         | MPC                           |
| 444499     | 2006 RW54  | 14 set 2006 | Kitt Peak        | Spacewatch          | —         | MPC                           |
| 444500     | 2006 RJ57  | 5 nov 2002  | Socorro          | LINEAR              | —         | MPC                           |

## 444501–444600
| Designação | Designação | Descoberta  | Descoberta    | Descobridor(es)     | Categoria | Mais informações / Referência |
| Permanente | Provisória | Data        | Local         | Descobridor(es)     | Categoria | Mais informações / Referência |
| ---------- | ---------- | ----------- | ------------- | ------------------- | --------- | ----------------------------- |
| 444501     | 2006 RQ70  | 15 set 2006 | Kitt Peak     | Spacewatch          | —         | MPC                           |
| 444502     | 2006 RU79  | 15 set 2006 | Kitt Peak     | Spacewatch          | —         | MPC                           |
| 444503     | 2006 RZ80  | 15 set 2006 | Kitt Peak     | Spacewatch          | —         | MPC                           |
| 444504     | 2006 RM87  | 15 set 2006 | Kitt Peak     | Spacewatch          | —         | MPC                           |
| 444505     | 2006 RT93  | 15 set 2006 | Kitt Peak     | Spacewatch          | —         | MPC                           |
| 444506     | 2006 SA2   | 16 set 2006 | Catalina      | CSS                 | Phocaea   | MPC                           |
| 444507     | 2006 SY13  | 17 set 2006 | Kitt Peak     | Spacewatch          | —         | MPC                           |
| 444508     | 2006 SN26  | 16 set 2006 | Catalina      | CSS                 | —         | MPC                           |
| 444509     | 2006 ST26  | 29 ago 2006 | Kitt Peak     | Spacewatch          | —         | MPC                           |
| 444510     | 2006 SZ33  | 17 set 2006 | Catalina      | CSS                 | —         | MPC                           |
| 444511     | 2006 SG34  | 17 set 2006 | Catalina      | CSS                 | Phocaea   | MPC                           |
| 444512     | 2006 SH54  | 17 set 2006 | Catalina      | CSS                 | —         | MPC                           |
| 444513     | 2006 SE55  | 18 set 2006 | Catalina      | CSS                 | —         | MPC                           |
| 444514     | 2006 SB63  | 18 set 2006 | Catalina      | CSS                 | —         | MPC                           |
| 444515     | 2006 SL65  | 17 set 2006 | Kitt Peak     | Spacewatch          | —         | MPC                           |
| 444516     | 2006 SW65  | 29 ago 2006 | Catalina      | CSS                 | —         | MPC                           |
| 444517     | 2006 SW68  | 19 set 2006 | Kitt Peak     | Spacewatch          | —         | MPC                           |
| 444518     | 2006 SD79  | 17 set 2006 | Catalina      | CSS                 | —         | MPC                           |
| 444519     | 2006 SH81  | 18 set 2006 | Kitt Peak     | Spacewatch          | —         | MPC                           |
| 444520     | 2006 SR90  | 18 set 2006 | Kitt Peak     | Spacewatch          | —         | MPC                           |
| 444521     | 2006 SP92  | 18 set 2006 | Kitt Peak     | Spacewatch          | —         | MPC                           |
| 444522     | 2006 SE98  | 18 set 2006 | Kitt Peak     | Spacewatch          | —         | MPC                           |
| 444523     | 2006 SF98  | 18 set 2006 | Kitt Peak     | Spacewatch          | —         | MPC                           |
| 444524     | 2006 SY107 | 19 set 2006 | Catalina      | CSS                 | —         | MPC                           |
| 444525     | 2006 SW114 | 24 set 2006 | Kitt Peak     | Spacewatch          | —         | MPC                           |
| 444526     | 2006 SA116 | 24 set 2006 | Anderson Mesa | LONEOS              | —         | MPC                           |
| 444527     | 2006 SP130 | 21 jul 2006 | Mount Lemmon  | Mount Lemmon Survey | —         | MPC                           |
| 444528     | 2006 SN148 | 19 set 2006 | Kitt Peak     | Spacewatch          | —         | MPC                           |
| 444529     | 2006 SL149 | 19 set 2006 | Kitt Peak     | Spacewatch          | —         | MPC                           |
| 444530     | 2006 SV156 | 23 set 2006 | Kitt Peak     | Spacewatch          | —         | MPC                           |
| 444531     | 2006 SR163 | 24 set 2006 | Kitt Peak     | Spacewatch          | Themis    | MPC                           |
| 444532     | 2006 SD165 | 25 set 2006 | Kitt Peak     | Spacewatch          | —         | MPC                           |
| 444533     | 2006 SA169 | 25 set 2006 | Kitt Peak     | Spacewatch          | —         | MPC                           |
| 444534     | 2006 SX179 | 25 set 2006 | Kitt Peak     | Spacewatch          | —         | MPC                           |
| 444535     | 2006 SB182 | 25 set 2006 | Anderson Mesa | LONEOS              | —         | MPC                           |
| 444536     | 2006 SM185 | 25 set 2006 | Kitt Peak     | Spacewatch          | —         | MPC                           |
| 444537     | 2006 SF199 | 15 set 2006 | Kitt Peak     | Spacewatch          | —         | MPC                           |
| 444538     | 2006 SR207 | 30 ago 2006 | Anderson Mesa | LONEOS              | —         | MPC                           |
| 444539     | 2006 SV220 | 28 ago 2006 | Kitt Peak     | Spacewatch          | —         | MPC                           |
| 444540     | 2006 SW229 | 26 set 2006 | Kitt Peak     | Spacewatch          | —         | MPC                           |
| 444541     | 2006 SC242 | 18 set 2006 | Kitt Peak     | Spacewatch          | —         | MPC                           |
| 444542     | 2006 SZ246 | 15 set 2006 | Kitt Peak     | Spacewatch          | —         | MPC                           |
| 444543     | 2006 SU249 | 26 set 2006 | Kitt Peak     | Spacewatch          | —         | MPC                           |
| 444544     | 2006 SS257 | 26 set 2006 | Kitt Peak     | Spacewatch          | —         | MPC                           |
| 444545     | 2006 SR262 | 26 set 2006 | Mount Lemmon  | Mount Lemmon Survey | —         | MPC                           |
| 444546     | 2006 SK265 | 26 set 2006 | Kitt Peak     | Spacewatch          | —         | MPC                           |
| 444547     | 2006 ST266 | 26 set 2006 | Kitt Peak     | Spacewatch          | —         | MPC                           |
| 444548     | 2006 SM294 | 25 set 2006 | Kitt Peak     | Spacewatch          | —         | MPC                           |
| 444549     | 2006 SB298 | 14 set 2006 | Kitt Peak     | Spacewatch          | —         | MPC                           |
| 444550     | 2006 SQ299 | 23 mar 2004 | Kitt Peak     | Spacewatch          | —         | MPC                           |
| 444551     | 2006 SO306 | 27 set 2006 | Mount Lemmon  | Mount Lemmon Survey | —         | MPC                           |
| 444552     | 2006 SU307 | 27 set 2006 | Kitt Peak     | Spacewatch          | —         | MPC                           |
| 444553     | 2006 SR317 | 27 set 2006 | Kitt Peak     | Spacewatch          | —         | MPC                           |
| 444554     | 2006 SW325 | 19 set 2006 | Kitt Peak     | Spacewatch          | —         | MPC                           |
| 444555     | 2006 SF329 | 27 set 2006 | Kitt Peak     | Spacewatch          | —         | MPC                           |
| 444556     | 2006 SQ334 | 28 set 2006 | Kitt Peak     | Spacewatch          | —         | MPC                           |
| 444557     | 2006 SR336 | 14 set 2006 | Kitt Peak     | Spacewatch          | —         | MPC                           |
| 444558     | 2006 SX341 | 28 set 2006 | Kitt Peak     | Spacewatch          | Eos       | MPC                           |
| 444559     | 2006 SO345 | 28 set 2006 | Kitt Peak     | Spacewatch          | —         | MPC                           |
| 444560     | 2006 SX345 | 28 set 2006 | Kitt Peak     | Spacewatch          | —         | MPC                           |
| 444561     | 2006 SN367 | 26 set 2006 | Catalina      | CSS                 | —         | MPC                           |
| 444562     | 2006 SP368 | 25 set 2006 | Moletai       | Molėtai Obs.        | —         | MPC                           |
| 444563     | 2006 SU401 | 30 set 2006 | Mount Lemmon  | Mount Lemmon Survey | —         | MPC                           |
| 444564     | 2006 SW407 | 25 set 2006 | Kitt Peak     | Spacewatch          | —         | MPC                           |
| 444565     | 2006 TG19  | 11 out 2006 | Kitt Peak     | Spacewatch          | —         | MPC                           |
| 444566     | 2006 TY19  | 28 set 2006 | Mount Lemmon  | Mount Lemmon Survey | —         | MPC                           |
| 444567     | 2006 TX30  | 12 out 2006 | Kitt Peak     | Spacewatch          | —         | MPC                           |
| 444568     | 2006 TH33  | 12 out 2006 | Kitt Peak     | Spacewatch          | —         | MPC                           |
| 444569     | 2006 TE47  | 12 out 2006 | Kitt Peak     | Spacewatch          | —         | MPC                           |
| 444570     | 2006 TD54  | 12 out 2006 | Kitt Peak     | Spacewatch          | —         | MPC                           |
| 444571     | 2006 TZ65  | 18 set 2006 | Kitt Peak     | Spacewatch          | —         | MPC                           |
| 444572     | 2006 TJ67  | 18 set 2006 | Catalina      | CSS                 | —         | MPC                           |
| 444573     | 2006 TB70  | 11 out 2006 | Palomar       | NEAT                | —         | MPC                           |
| 444574     | 2006 TC70  | 11 out 2006 | Palomar       | NEAT                | —         | MPC                           |
| 444575     | 2006 TK71  | 11 out 2006 | Palomar       | NEAT                | —         | MPC                           |
| 444576     | 2006 TE73  | 11 out 2006 | Palomar       | NEAT                | —         | MPC                           |
| 444577     | 2006 TD84  | 13 out 2006 | Kitt Peak     | Spacewatch          | Eos       | MPC                           |
| 444578     | 2006 TG93  | 2 out 2006  | Mount Lemmon  | Mount Lemmon Survey | Hanna     | MPC                           |
| 444579     | 2006 TN97  | 13 out 2006 | Kitt Peak     | Spacewatch          | —         | MPC                           |
| 444580     | 2006 TU100 | 15 out 2006 | Kitt Peak     | Spacewatch          | —         | MPC                           |
| 444581     | 2006 TC104 | 26 set 2006 | Mount Lemmon  | Mount Lemmon Survey | —         | MPC                           |
| 444582     | 2006 TX105 | 9 out 2006  | Palomar       | NEAT                | —         | MPC                           |
| 444583     | 2006 TH122 | 2 out 2006  | Mount Lemmon  | Mount Lemmon Survey | —         | MPC                           |
| 444584     | 2006 UK    | 17 out 2006 | Kitt Peak     | Spacewatch          | —         | MPC                           |
| 444585     | 2006 UU18  | 26 set 2006 | Kitt Peak     | Spacewatch          | —         | MPC                           |
| 444586     | 2006 UA21  | 18 set 2006 | Kitt Peak     | Spacewatch          | —         | MPC                           |
| 444587     | 2006 UN26  | 16 out 2006 | Kitt Peak     | Spacewatch          | —         | MPC                           |
| 444588     | 2006 UN39  | 16 out 2006 | Kitt Peak     | Spacewatch          | —         | MPC                           |
| 444589     | 2006 UF52  | 17 out 2006 | Mount Lemmon  | Mount Lemmon Survey | —         | MPC                           |
| 444590     | 2006 UQ78  | 17 out 2006 | Kitt Peak     | Spacewatch          | —         | MPC                           |
| 444591     | 2006 UA80  | 17 out 2006 | Mount Lemmon  | Mount Lemmon Survey | —         | MPC                           |
| 444592     | 2006 UW81  | 17 out 2006 | Mount Lemmon  | Mount Lemmon Survey | —         | MPC                           |
| 444593     | 2006 UX112 | 28 set 2006 | Kitt Peak     | Spacewatch          | —         | MPC                           |
| 444594     | 2006 UQ121 | 18 set 2006 | Kitt Peak     | Spacewatch          | —         | MPC                           |
| 444595     | 2006 UA123 | 19 out 2006 | Kitt Peak     | Spacewatch          | —         | MPC                           |
| 444596     | 2006 UD129 | 19 out 2006 | Kitt Peak     | Spacewatch          | —         | MPC                           |
| 444597     | 2006 UU141 | 19 out 2006 | Mount Lemmon  | Mount Lemmon Survey | —         | MPC                           |
| 444598     | 2006 UC148 | 18 ago 2006 | Kitt Peak     | Spacewatch          | —         | MPC                           |
| 444599     | 2006 UP155 | 21 out 2006 | Catalina      | CSS                 | —         | MPC                           |
| 444600     | 2006 UV205 | 24 set 2006 | Kitt Peak     | Spacewatch          | Themis    | MPC                           |

## 444601–444700
| Designação | Designação | Descoberta  | Descoberta     | Descobridor(es)     | Categoria | Mais informações / Referência |
| Permanente | Provisória | Data        | Local          | Descobridor(es)     | Categoria | Mais informações / Referência |
| ---------- | ---------- | ----------- | -------------- | ------------------- | --------- | ----------------------------- |
| 444601     | 2006 UD212 | 23 out 2006 | Kitt Peak      | Spacewatch          | —         | MPC                           |
| 444602     | 2006 UB218 | 2 out 2006  | Mount Lemmon   | Mount Lemmon Survey | —         | MPC                           |
| 444603     | 2006 UQ222 | 17 out 2006 | Mount Lemmon   | Mount Lemmon Survey | —         | MPC                           |
| 444604     | 2006 UT226 | 26 set 2006 | Mount Lemmon   | Mount Lemmon Survey | —         | MPC                           |
| 444605     | 2006 UP248 | 4 out 2006  | Mount Lemmon   | Mount Lemmon Survey | —         | MPC                           |
| 444606     | 2006 UJ254 | 20 out 2006 | Kitt Peak      | Spacewatch          | —         | MPC                           |
| 444607     | 2006 UL270 | 27 out 2006 | Mount Lemmon   | Mount Lemmon Survey | —         | MPC                           |
| 444608     | 2006 UU274 | 14 set 2006 | Kitt Peak      | Spacewatch          | —         | MPC                           |
| 444609     | 2006 UF288 | 29 out 2006 | Mount Lemmon   | Mount Lemmon Survey | —         | MPC                           |
| 444610     | 2006 US295 | 19 out 2006 | Kitt Peak      | M. W. Buie          | —         | MPC                           |
| 444611     | 2006 UH329 | 22 out 2006 | Catalina       | CSS                 | —         | MPC                           |
| 444612     | 2006 UN336 | 21 out 2006 | Mount Lemmon   | Mount Lemmon Survey | —         | MPC                           |
| 444613     | 2006 VQ1   | 1 nov 2006  | Antares        | ARO                 | —         | MPC                           |
| 444614     | 2006 VF12  | 21 out 2006 | Mount Lemmon   | Mount Lemmon Survey | —         | MPC                           |
| 444615     | 2006 VT24  | 10 nov 2006 | Kitt Peak      | Spacewatch          | —         | MPC                           |
| 444616     | 2006 VT29  | 10 nov 2006 | Kitt Peak      | Spacewatch          | —         | MPC                           |
| 444617     | 2006 VG45  | 9 nov 2006  | Altschwendt    | W. Ries             | —         | MPC                           |
| 444618     | 2006 VR61  | 11 nov 2006 | Kitt Peak      | Spacewatch          | —         | MPC                           |
| 444619     | 2006 VW82  | 13 nov 2006 | Kitt Peak      | Spacewatch          | —         | MPC                           |
| 444620     | 2006 VT88  | 23 out 2006 | Kitt Peak      | Spacewatch          | —         | MPC                           |
| 444621     | 2006 VU100 | 11 nov 2006 | Catalina       | CSS                 | —         | MPC                           |
| 444622     | 2006 VR107 | 30 set 2006 | Catalina       | CSS                 | —         | MPC                           |
| 444623     | 2006 VJ154 | 17 out 2006 | Kitt Peak      | Spacewatch          | —         | MPC                           |
| 444624     | 2006 VJ170 | 13 nov 2006 | Catalina       | CSS                 | —         | MPC                           |
| 444625     | 2006 VU170 | 1 nov 2006  | Mount Lemmon   | Mount Lemmon Survey | —         | MPC                           |
| 444626     | 2006 VV172 | 2 out 2006  | Mount Lemmon   | Mount Lemmon Survey | Ino       | MPC                           |
| 444627     | 2006 WU    | 17 nov 2006 | Mount Lemmon   | Mount Lemmon Survey | —         | MPC                           |
| 444628     | 2006 WQ1   | 18 nov 2006 | Catalina       | CSS                 | —         | MPC                           |
| 444629     | 2006 WD30  | 18 nov 2006 | Pla D'Arguines | R. Ferrando         | —         | MPC                           |
| 444630     | 2006 WH39  | 16 nov 2006 | Kitt Peak      | Spacewatch          | —         | MPC                           |
| 444631     | 2006 WL51  | 16 nov 2006 | Kitt Peak      | Spacewatch          | Brangane  | MPC                           |
| 444632     | 2006 WX69  | 18 nov 2006 | Kitt Peak      | Spacewatch          | —         | MPC                           |
| 444633     | 2006 WL71  | 18 nov 2006 | Kitt Peak      | Spacewatch          | —         | MPC                           |
| 444634     | 2006 WZ102 | 19 nov 2006 | Kitt Peak      | Spacewatch          | —         | MPC                           |
| 444635     | 2006 WU133 | 18 nov 2006 | Mount Lemmon   | Mount Lemmon Survey | —         | MPC                           |
| 444636     | 2006 WB140 | 19 nov 2006 | Socorro        | LINEAR              | —         | MPC                           |
| 444637     | 2006 WZ155 | 22 nov 2006 | Kitt Peak      | Spacewatch          | —         | MPC                           |
| 444638     | 2006 WG189 | 25 nov 2006 | Socorro        | LINEAR              | —         | MPC                           |
| 444639     | 2006 WP205 | 24 nov 2006 | Kitt Peak      | Spacewatch          | —         | MPC                           |
| 444640     | 2006 XQ3   | 17 out 2006 | Catalina       | CSS                 | —         | MPC                           |
| 444641     | 2006 XU37  | 11 dez 2006 | Kitt Peak      | Spacewatch          | —         | MPC                           |
| 444642     | 2006 XO59  | 14 dez 2006 | Kitt Peak      | Spacewatch          | —         | MPC                           |
| 444643     | 2006 YW10  | 21 dez 2006 | Mount Lemmon   | Mount Lemmon Survey | —         | MPC                           |
| 444644     | 2006 YZ31  | 21 dez 2006 | Mount Lemmon   | Mount Lemmon Survey | Brangane  | MPC                           |
| 444645     | 2006 YJ52  | 21 dez 2006 | Kitt Peak      | Spacewatch          | —         | MPC                           |
| 444646     | 2006 YQ52  | 17 dez 2006 | Mount Lemmon   | Mount Lemmon Survey | —         | MPC                           |
| 444647     | 2006 YW53  | 27 dez 2006 | Mount Lemmon   | Mount Lemmon Survey | —         | MPC                           |
| 444648     | 2007 BR9   | 17 jan 2007 | Kitt Peak      | Spacewatch          | —         | MPC                           |
| 444649     | 2007 BV9   | 17 jan 2007 | Kitt Peak      | Spacewatch          | —         | MPC                           |
| 444650     | 2007 BL13  | 17 jan 2007 | Kitt Peak      | Spacewatch          | —         | MPC                           |
| 444651     | 2007 BY15  | 17 jan 2007 | Kitt Peak      | Spacewatch          | —         | MPC                           |
| 444652     | 2007 BO21  | 24 jan 2007 | Socorro        | LINEAR              | —         | MPC                           |
| 444653     | 2007 BP26  | 24 jan 2007 | Mount Lemmon   | Mount Lemmon Survey | —         | MPC                           |
| 444654     | 2007 BZ65  | 27 jan 2007 | Mount Lemmon   | Mount Lemmon Survey | —         | MPC                           |
| 444655     | 2007 BA71  | 28 jan 2007 | Mount Lemmon   | Mount Lemmon Survey | —         | MPC                           |
| 444656     | 2007 BP78  | 25 jan 2007 | Kitt Peak      | Spacewatch          | Brangane  | MPC                           |
| 444657     | 2007 CY12  | 6 fev 2007  | Palomar        | NEAT                | —         | MPC                           |
| 444658     | 2007 CX19  | 6 fev 2007  | Palomar        | NEAT                | —         | MPC                           |
| 444659     | 2007 CG23  | 27 jan 2007 | Kitt Peak      | Spacewatch          | —         | MPC                           |
| 444660     | 2007 CL31  | 6 fev 2007  | Mount Lemmon   | Mount Lemmon Survey | —         | MPC                           |
| 444661     | 2007 CY39  | 27 jan 2007 | Kitt Peak      | Spacewatch          | Brangane  | MPC                           |
| 444662     | 2007 CC40  | 6 fev 2007  | Mount Lemmon   | Mount Lemmon Survey | —         | MPC                           |
| 444663     | 2007 CE40  | 6 fev 2007  | Kitt Peak      | Spacewatch          | —         | MPC                           |
| 444664     | 2007 CN58  | 17 jan 2007 | Catalina       | CSS                 | —         | MPC                           |
| 444665     | 2007 CR67  | 13 fev 2007 | Mount Lemmon   | Mount Lemmon Survey | —         | MPC                           |
| 444666     | 2007 DV2   | 8 fev 2007  | Kitt Peak      | Spacewatch          | Ursula    | MPC                           |
| 444667     | 2007 DS18  | 17 fev 2007 | Kitt Peak      | Spacewatch          | —         | MPC                           |
| 444668     | 2007 DP22  | 23 set 2005 | Kitt Peak      | Spacewatch          | —         | MPC                           |
| 444669     | 2007 DS22  | 17 fev 2007 | Kitt Peak      | Spacewatch          | —         | MPC                           |
| 444670     | 2007 DK23  | 17 fev 2007 | Kitt Peak      | Spacewatch          | Ursula    | MPC                           |
| 444671     | 2007 DT26  | 28 jan 2007 | Mount Lemmon   | Mount Lemmon Survey | —         | MPC                           |
| 444672     | 2007 DX29  | 17 fev 2007 | Kitt Peak      | Spacewatch          | —         | MPC                           |
| 444673     | 2007 DU30  | 17 fev 2007 | Kitt Peak      | Spacewatch          | —         | MPC                           |
| 444674     | 2007 DJ32  | 9 fev 2007  | Kitt Peak      | Spacewatch          | —         | MPC                           |
| 444675     | 2007 DS42  | 20 dez 2006 | Mount Lemmon   | Mount Lemmon Survey | —         | MPC                           |
| 444676     | 2007 DQ45  | 21 nov 2006 | Mount Lemmon   | Mount Lemmon Survey | Brangane  | MPC                           |
| 444677     | 2007 DL65  | 21 fev 2007 | Kitt Peak      | Spacewatch          | —         | MPC                           |
| 444678     | 2007 DO67  | 15 mar 1997 | Kitt Peak      | Spacewatch          | —         | MPC                           |
| 444679     | 2007 DR69  | 21 fev 2007 | Kitt Peak      | Spacewatch          | —         | MPC                           |
| 444680     | 2007 DM70  | 21 fev 2007 | Kitt Peak      | Spacewatch          | —         | MPC                           |
| 444681     | 2007 DO83  | 25 fev 2007 | Mount Lemmon   | Mount Lemmon Survey | —         | MPC                           |
| 444682     | 2007 DV89  | 23 fev 2007 | Kitt Peak      | Spacewatch          | —         | MPC                           |
| 444683     | 2007 DY90  | 23 fev 2007 | Mount Lemmon   | Mount Lemmon Survey | —         | MPC                           |
| 444684     | 2007 DZ102 | 17 fev 2007 | Kitt Peak      | Spacewatch          | —         | MPC                           |
| 444685     | 2007 DO107 | 22 fev 2007 | Mount Graham   | VATT                | Flora     | MPC                           |
| 444686     | 2007 DP113 | 21 fev 2007 | Kitt Peak      | Spacewatch          | —         | MPC                           |
| 444687     | 2007 DH116 | 16 fev 2007 | Catalina       | CSS                 | —         | MPC                           |
| 444688     | 2007 EL2   | 23 fev 2007 | Mount Lemmon   | Mount Lemmon Survey | —         | MPC                           |
| 444689     | 2007 EP9   | 9 mar 2007  | Wildberg       | R. Apitzsch         | Brangane  | MPC                           |
| 444690     | 2007 EQ17  | 23 fev 2007 | Mount Lemmon   | Mount Lemmon Survey | —         | MPC                           |
| 444691     | 2007 EP20  | 17 fev 2007 | Kitt Peak      | Spacewatch          | —         | MPC                           |
| 444692     | 2007 EK32  | 10 mar 2007 | Kitt Peak      | Spacewatch          | —         | MPC                           |
| 444693     | 2007 EM33  | 10 mar 2007 | Mount Lemmon   | Mount Lemmon Survey | —         | MPC                           |
| 444694     | 2007 EQ37  | 11 mar 2007 | Mount Lemmon   | Mount Lemmon Survey | —         | MPC                           |
| 444695     | 2007 EY41  | 23 fev 2007 | Kitt Peak      | Spacewatch          | —         | MPC                           |
| 444696     | 2007 EB56  | 12 mar 2007 | Mount Lemmon   | Mount Lemmon Survey | —         | MPC                           |
| 444697     | 2007 EX67  | 17 fev 2007 | Kitt Peak      | Spacewatch          | —         | MPC                           |
| 444698     | 2007 EX69  | 10 mar 2007 | Kitt Peak      | Spacewatch          | Flora     | MPC                           |
| 444699     | 2007 EA77  | 10 mar 2007 | Mount Lemmon   | Mount Lemmon Survey | —         | MPC                           |
| 444700     | 2007 EY80  | 7 fev 2007  | Mount Lemmon   | Mount Lemmon Survey | —         | MPC                           |

## 444701–444800
| Designação | Designação | Descoberta  | Descoberta    | Descobridor(es)     | Categoria | Mais informações / Referência |
| Permanente | Provisória | Data        | Local         | Descobridor(es)     | Categoria | Mais informações / Referência |
| ---------- | ---------- | ----------- | ------------- | ------------------- | --------- | ----------------------------- |
| 444701     | 2007 EZ81  | 11 mar 2007 | Mount Lemmon  | Mount Lemmon Survey | Brangane  | MPC                           |
| 444702     | 2007 EG89  | 28 jan 2007 | Mount Lemmon  | Mount Lemmon Survey | Ursula    | MPC                           |
| 444703     | 2007 EY95  | 10 mar 2007 | Mount Lemmon  | Mount Lemmon Survey | —         | MPC                           |
| 444704     | 2007 EA121 | 25 fev 2007 | Mount Lemmon  | Mount Lemmon Survey | —         | MPC                           |
| 444705     | 2007 EX126 | 9 mar 2007  | Mount Lemmon  | Mount Lemmon Survey | —         | MPC                           |
| 444706     | 2007 EW127 | 9 mar 2007  | Mount Lemmon  | Mount Lemmon Survey | —         | MPC                           |
| 444707     | 2007 EA132 | 9 mar 2007  | Mount Lemmon  | Mount Lemmon Survey | Mitidika  | MPC                           |
| 444708     | 2007 EJ133 | 9 mar 2007  | Mount Lemmon  | Mount Lemmon Survey | —         | MPC                           |
| 444709     | 2007 EJ140 | 17 fev 2007 | Mount Lemmon  | Mount Lemmon Survey | Brangane  | MPC                           |
| 444710     | 2007 EV140 | 12 mar 2007 | Kitt Peak     | Spacewatch          | —         | MPC                           |
| 444711     | 2007 EG151 | 26 fev 2007 | Mount Lemmon  | Mount Lemmon Survey | —         | MPC                           |
| 444712     | 2007 ES161 | 6 fev 2007  | Mount Lemmon  | Mount Lemmon Survey | —         | MPC                           |
| 444713     | 2007 EE186 | 23 fev 2007 | Kitt Peak     | Spacewatch          | Brangane  | MPC                           |
| 444714     | 2007 EH190 | 13 mar 2007 | Mount Lemmon  | Mount Lemmon Survey | —         | MPC                           |
| 444715     | 2007 EV190 | 13 mar 2007 | Kitt Peak     | Spacewatch          | Mitidika  | MPC                           |
| 444716     | 2007 ES194 | 15 mar 2007 | Kitt Peak     | Spacewatch          | —         | MPC                           |
| 444717     | 2007 EU210 | 9 fev 2007  | Kitt Peak     | Spacewatch          | —         | MPC                           |
| 444718     | 2007 EG216 | 13 mar 2007 | Catalina      | CSS                 | —         | MPC                           |
| 444719     | 2007 EE221 | 13 mar 2007 | Mount Lemmon  | Mount Lemmon Survey | —         | MPC                           |
| 444720     | 2007 FP    | 16 mar 2007 | Mount Lemmon  | Mount Lemmon Survey | —         | MPC                           |
| 444721     | 2007 FP1   | 23 fev 2007 | Kitt Peak     | Spacewatch          | —         | MPC                           |
| 444722     | 2007 FQ6   | 16 mar 2007 | Mount Lemmon  | Mount Lemmon Survey | —         | MPC                           |
| 444723     | 2007 FA16  | 13 mar 2007 | Catalina      | CSS                 | —         | MPC                           |
| 444724     | 2007 FM16  | 20 mar 2007 | Mount Lemmon  | Mount Lemmon Survey | —         | MPC                           |
| 444725     | 2007 FA20  | 11 mar 2007 | Mount Lemmon  | Mount Lemmon Survey | —         | MPC                           |
| 444726     | 2007 FY25  | 25 fev 2007 | Kitt Peak     | Spacewatch          | —         | MPC                           |
| 444727     | 2007 FN27  | 23 fev 2007 | Kitt Peak     | Spacewatch          | —         | MPC                           |
| 444728     | 2007 FO47  | 26 mar 2007 | Kitt Peak     | Spacewatch          | —         | MPC                           |
| 444729     | 2007 FQ48  | 26 mar 2007 | Mount Lemmon  | Mount Lemmon Survey | —         | MPC                           |
| 444730     | 2007 GT10  | 11 mar 2007 | Kitt Peak     | Spacewatch          | —         | MPC                           |
| 444731     | 2007 GS17  | 11 abr 2007 | Kitt Peak     | Spacewatch          | —         | MPC                           |
| 444732     | 2007 GC29  | 26 mar 2007 | Mount Lemmon  | Mount Lemmon Survey | —         | MPC                           |
| 444733     | 2007 GT31  | 15 abr 2007 | Mount Lemmon  | Mount Lemmon Survey | —         | MPC                           |
| 444734     | 2007 GG46  | 14 abr 2007 | Kitt Peak     | Spacewatch          | —         | MPC                           |
| 444735     | 2007 GB70  | 26 mar 2007 | Kitt Peak     | Spacewatch          | —         | MPC                           |
| 444736     | 2007 HY12  | 16 abr 2007 | Catalina      | CSS                 | —         | MPC                           |
| 444737     | 2007 HO26  | 18 abr 2007 | Mount Lemmon  | Mount Lemmon Survey | Mitidika  | MPC                           |
| 444738     | 2007 HT44  | 13 mar 2007 | Mount Lemmon  | Mount Lemmon Survey | —         | MPC                           |
| 444739     | 2007 HE48  | 5 out 2004  | Kitt Peak     | Spacewatch          | —         | MPC                           |
| 444740     | 2007 HM74  | 22 abr 2007 | Kitt Peak     | Spacewatch          | —         | MPC                           |
| 444741     | 2007 HU88  | 22 abr 2007 | Kitt Peak     | Spacewatch          | —         | MPC                           |
| 444742     | 2007 HJ93  | 11 mar 2007 | Kitt Peak     | Spacewatch          | —         | MPC                           |
| 444743     | 2007 HO93  | 16 mar 2007 | Mount Lemmon  | Mount Lemmon Survey | —         | MPC                           |
| 444744     | 2007 JP40  | 18 abr 2007 | Kitt Peak     | Spacewatch          | —         | MPC                           |
| 444745     | 2007 JF43  | 10 mai 2007 | Palomar       | Palomar Obs.        | —         | MPC                           |
| 444746     | 2007 LR9   | 26 mai 2007 | Mount Lemmon  | Mount Lemmon Survey | —         | MPC                           |
| 444747     | 2007 LW26  | 26 abr 2007 | Mount Lemmon  | Mount Lemmon Survey | —         | MPC                           |
| 444748     | 2007 MB19  | 21 jun 2007 | Mount Lemmon  | Mount Lemmon Survey | —         | MPC                           |
| 444749     | 2007 QU10  | 23 ago 2007 | Kitt Peak     | Spacewatch          | —         | MPC                           |
| 444750     | 2007 QL15  | 24 ago 2007 | Kitt Peak     | Spacewatch          | —         | MPC                           |
| 444751     | 2007 RZ33  | 5 set 2007  | Catalina      | CSS                 | —         | MPC                           |
| 444752     | 2007 RW34  | 6 set 2007  | Anderson Mesa | LONEOS              | —         | MPC                           |
| 444753     | 2007 RP37  | 8 set 2007  | Anderson Mesa | LONEOS              | Pallas    | MPC                           |
| 444754     | 2007 RD105 | 11 set 2007 | Mount Lemmon  | Mount Lemmon Survey | Juno      | MPC                           |
| 444755     | 2007 RS116 | 11 set 2007 | Kitt Peak     | Spacewatch          | —         | MPC                           |
| 444756     | 2007 RP132 | 14 set 2007 | Catalina      | CSS                 | Juno      | MPC                           |
| 444757     | 2007 RL148 | 12 set 2007 | Catalina      | CSS                 | —         | MPC                           |
| 444758     | 2007 RP150 | 15 set 2007 | Socorro       | LINEAR              | —         | MPC                           |
| 444759     | 2007 RK175 | 10 set 2007 | Kitt Peak     | Spacewatch          | Phocaea   | MPC                           |
| 444760     | 2007 RS187 | 13 set 2007 | Catalina      | CSS                 | —         | MPC                           |
| 444761     | 2007 RK195 | 12 set 2007 | Kitt Peak     | Spacewatch          | —         | MPC                           |
| 444762     | 2007 RC220 | 14 set 2007 | Mount Lemmon  | Mount Lemmon Survey | —         | MPC                           |
| 444763     | 2007 RN227 | 10 set 2007 | Kitt Peak     | Spacewatch          | —         | MPC                           |
| 444764     | 2007 RH253 | 13 set 2007 | Mount Lemmon  | Mount Lemmon Survey | —         | MPC                           |
| 444765     | 2007 RR259 | 14 set 2007 | Mount Lemmon  | Mount Lemmon Survey | —         | MPC                           |
| 444766     | 2007 RS259 | 14 set 2007 | Mount Lemmon  | Mount Lemmon Survey | —         | MPC                           |
| 444767     | 2007 RT262 | 15 set 2007 | Kitt Peak     | Spacewatch          | Pallas    | MPC                           |
| 444768     | 2007 RG270 | 15 set 2007 | Mount Lemmon  | Mount Lemmon Survey | —         | MPC                           |
| 444769     | 2007 RR273 | 15 set 2007 | Kitt Peak     | Spacewatch          | —         | MPC                           |
| 444770     | 2007 RV291 | 12 set 2007 | Mount Lemmon  | Mount Lemmon Survey | —         | MPC                           |
| 444771     | 2007 RX308 | 9 set 2007  | Kitt Peak     | Spacewatch          | —         | MPC                           |
| 444772     | 2007 RE313 | 5 set 2007  | Mount Lemmon  | Mount Lemmon Survey | —         | MPC                           |
| 444773     | 2007 SC21  | 18 set 2007 | Catalina      | CSS                 | Juno      | MPC                           |
| 444774     | 2007 TV10  | 6 out 2007  | Socorro       | LINEAR              | —         | MPC                           |
| 444775     | 2007 TM16  | 7 out 2007  | Socorro       | LINEAR              | —         | MPC                           |
| 444776     | 2007 TR23  | 12 set 2007 | Catalina      | CSS                 | —         | MPC                           |
| 444777     | 2007 TZ24  | 11 out 2007 | Catalina      | CSS                 | —         | MPC                           |
| 444778     | 2007 TY32  | 6 out 2007  | Kitt Peak     | Spacewatch          | —         | MPC                           |
| 444779     | 2007 TP36  | 4 out 2007  | Catalina      | CSS                 | —         | MPC                           |
| 444780     | 2007 TZ39  | 6 out 2007  | Kitt Peak     | Spacewatch          | —         | MPC                           |
| 444781     | 2007 TP46  | 18 set 2007 | Mount Lemmon  | Mount Lemmon Survey | —         | MPC                           |
| 444782     | 2007 TC59  | 5 out 2007  | Kitt Peak     | Spacewatch          | —         | MPC                           |
| 444783     | 2007 TQ63  | 7 out 2007  | Mount Lemmon  | Mount Lemmon Survey | —         | MPC                           |
| 444784     | 2007 TC64  | 7 out 2007  | Mount Lemmon  | Mount Lemmon Survey | —         | MPC                           |
| 444785     | 2007 TZ82  | 8 out 2007  | Mount Lemmon  | Mount Lemmon Survey | —         | MPC                           |
| 444786     | 2007 TL85  | 8 out 2007  | Mount Lemmon  | Mount Lemmon Survey | Juno      | MPC                           |
| 444787     | 2007 TM106 | 4 out 2007  | Kitt Peak     | Spacewatch          | —         | MPC                           |
| 444788     | 2007 TN121 | 6 out 2007  | Kitt Peak     | Spacewatch          | —         | MPC                           |
| 444789     | 2007 TO124 | 6 out 2007  | Kitt Peak     | Spacewatch          | —         | MPC                           |
| 444790     | 2007 TO136 | 18 set 2007 | Catalina      | CSS                 | Meliboea  | MPC                           |
| 444791     | 2007 TR160 | 8 set 2007  | Catalina      | CSS                 | Phocaea   | MPC                           |
| 444792     | 2007 TK187 | 1 nov 1999  | Kitt Peak     | Spacewatch          | —         | MPC                           |
| 444793     | 2007 TB202 | 8 out 2007  | Kitt Peak     | Spacewatch          | —         | MPC                           |
| 444794     | 2007 TJ209 | 11 out 2007 | Mount Lemmon  | Mount Lemmon Survey | Pallas    | MPC                           |
| 444795     | 2007 TR216 | 7 out 2007  | Kitt Peak     | Spacewatch          | —         | MPC                           |
| 444796     | 2007 TK227 | 8 out 2007  | Kitt Peak     | Spacewatch          | —         | MPC                           |
| 444797     | 2007 TV229 | 8 out 2007  | Kitt Peak     | Spacewatch          | —         | MPC                           |
| 444798     | 2007 TZ236 | 9 out 2007  | Mount Lemmon  | Mount Lemmon Survey | Juno      | MPC                           |
| 444799     | 2007 TA246 | 9 out 2007  | Mount Lemmon  | Mount Lemmon Survey | —         | MPC                           |
| 444800     | 2007 TX271 | 19 out 2003 | Kitt Peak     | Spacewatch          | —         | MPC                           |

## 444801–444900
| Designação | Designação | Descoberta  | Descoberta      | Descobridor(es)     | Categoria | Mais informações / Referência |
| Permanente | Provisória | Data        | Local           | Descobridor(es)     | Categoria | Mais informações / Referência |
| ---------- | ---------- | ----------- | --------------- | ------------------- | --------- | ----------------------------- |
| 444801     | 2007 TZ277 | 11 out 2007 | Mount Lemmon    | Mount Lemmon Survey | —         | MPC                           |
| 444802     | 2007 TP330 | 11 out 2007 | Kitt Peak       | Spacewatch          | —         | MPC                           |
| 444803     | 2007 TH356 | 12 out 2007 | Catalina        | CSS                 | —         | MPC                           |
| 444804     | 2007 TT398 | 15 out 2007 | Kitt Peak       | Spacewatch          | —         | MPC                           |
| 444805     | 2007 TP427 | 10 out 2007 | Kitt Peak       | Spacewatch          | —         | MPC                           |
| 444806     | 2007 TR427 | 10 out 2007 | Kitt Peak       | Spacewatch          | —         | MPC                           |
| 444807     | 2007 TQ440 | 14 set 2007 | Mount Lemmon    | Mount Lemmon Survey | —         | MPC                           |
| 444808     | 2007 TR440 | 7 out 2007  | Catalina        | CSS                 | Juno      | MPC                           |
| 444809     | 2007 TT443 | 11 out 2007 | Catalina        | CSS                 | —         | MPC                           |
| 444810     | 2007 UT2   | 8 set 2007  | Catalina        | CSS                 | —         | MPC                           |
| 444811     | 2007 UD9   | 17 out 2007 | Anderson Mesa   | LONEOS              | —         | MPC                           |
| 444812     | 2007 UO10  | 18 out 2007 | Anderson Mesa   | LONEOS              | —         | MPC                           |
| 444813     | 2007 UW12  | 8 ago 2007  | Socorro         | LINEAR              | Mitidika  | MPC                           |
| 444814     | 2007 UB21  | 16 out 2007 | Kitt Peak       | Spacewatch          | —         | MPC                           |
| 444815     | 2007 UJ23  | 16 out 2007 | Kitt Peak       | Spacewatch          | —         | MPC                           |
| 444816     | 2007 UV23  | 8 out 2007  | Mount Lemmon    | Mount Lemmon Survey | —         | MPC                           |
| 444817     | 2007 UV33  | 16 out 2007 | Catalina        | CSS                 | —         | MPC                           |
| 444818     | 2007 UC52  | 10 set 2007 | Mount Lemmon    | Mount Lemmon Survey | —         | MPC                           |
| 444819     | 2007 US67  | 18 out 2007 | Mount Lemmon    | Mount Lemmon Survey | —         | MPC                           |
| 444820     | 2007 UW77  | 18 out 2007 | Kitt Peak       | Spacewatch          | Phocaea   | MPC                           |
| 444821     | 2007 UO83  | 18 set 2007 | Mount Lemmon    | Mount Lemmon Survey | —         | MPC                           |
| 444822     | 2007 UN86  | 16 out 2007 | Kitt Peak       | Spacewatch          | —         | MPC                           |
| 444823     | 2007 UC127 | 21 out 2007 | Kitt Peak       | Spacewatch          | —         | MPC                           |
| 444824     | 2007 UQ135 | 24 out 2007 | Mount Lemmon    | Mount Lemmon Survey | —         | MPC                           |
| 444825     | 2007 UJ136 | 16 out 2007 | Catalina        | CSS                 | —         | MPC                           |
| 444826     | 2007 UX137 | 18 out 2007 | Kitt Peak       | Spacewatch          | Phocaea   | MPC                           |
| 444827     | 2007 UM138 | 19 out 2007 | Catalina        | CSS                 | —         | MPC                           |
| 444828     | 2007 VH4   | 2 nov 2007  | Catalina        | CSS                 | —         | MPC                           |
| 444829     | 2007 VB25  | 2 nov 2007  | Mount Lemmon    | Mount Lemmon Survey | —         | MPC                           |
| 444830     | 2007 VW38  | 2 nov 2007  | Catalina        | CSS                 | —         | MPC                           |
| 444831     | 2007 VE64  | 1 nov 2007  | Kitt Peak       | Spacewatch          | —         | MPC                           |
| 444832     | 2007 VP65  | 2 nov 2007  | Kitt Peak       | Spacewatch          | —         | MPC                           |
| 444833     | 2007 VF66  | 2 nov 2007  | Kitt Peak       | Spacewatch          | —         | MPC                           |
| 444834     | 2007 VF67  | 2 nov 2007  | Kitt Peak       | Spacewatch          | —         | MPC                           |
| 444835     | 2007 VJ72  | 16 out 2007 | Mount Lemmon    | Mount Lemmon Survey | —         | MPC                           |
| 444836     | 2007 VN77  | 12 out 2007 | Kitt Peak       | Spacewatch          | —         | MPC                           |
| 444837     | 2007 VM86  | 25 set 2007 | Mount Lemmon    | Mount Lemmon Survey | —         | MPC                           |
| 444838     | 2007 VM87  | 2 nov 2007  | Socorro         | LINEAR              | —         | MPC                           |
| 444839     | 2007 VW90  | 10 set 2007 | Mount Lemmon    | Mount Lemmon Survey | Meliboea  | MPC                           |
| 444840     | 2007 VF92  | 8 nov 2007  | Socorro         | LINEAR              | Juno      | MPC                           |
| 444841     | 2007 VK93  | 2 nov 2007  | Catalina        | CSS                 | Phocaea   | MPC                           |
| 444842     | 2007 VN97  | 1 nov 2007  | Kitt Peak       | Spacewatch          | —         | MPC                           |
| 444843     | 2007 VV98  | 2 nov 2007  | Kitt Peak       | Spacewatch          | —         | MPC                           |
| 444844     | 2007 VQ99  | 2 nov 2007  | Kitt Peak       | Spacewatch          | —         | MPC                           |
| 444845     | 2007 VN100 | 2 nov 2007  | Kitt Peak       | Spacewatch          | —         | MPC                           |
| 444846     | 2007 VW100 | 14 set 2007 | Mount Lemmon    | Mount Lemmon Survey | —         | MPC                           |
| 444847     | 2007 VJ112 | 3 nov 2007  | Kitt Peak       | Spacewatch          | —         | MPC                           |
| 444848     | 2007 VM158 | 20 out 2007 | Mount Lemmon    | Mount Lemmon Survey | —         | MPC                           |
| 444849     | 2007 VW167 | 5 nov 2007  | Kitt Peak       | Spacewatch          | —         | MPC                           |
| 444850     | 2007 VU179 | 7 nov 2007  | Mount Lemmon    | Mount Lemmon Survey | —         | MPC                           |
| 444851     | 2007 VM185 | 9 out 2007  | Mount Lemmon    | Mount Lemmon Survey | —         | MPC                           |
| 444852     | 2007 VW185 | 30 out 2007 | Kitt Peak       | Spacewatch          | —         | MPC                           |
| 444853     | 2007 VM186 | 31 out 2007 | Kitt Peak       | Spacewatch          | —         | MPC                           |
| 444854     | 2007 VR188 | 11 nov 2007 | Bisei SG Center | BATTeRS             | —         | MPC                           |
| 444855     | 2007 VF201 | 8 out 2007  | Mount Lemmon    | Mount Lemmon Survey | —         | MPC                           |
| 444856     | 2007 VC203 | 8 out 2007  | Mount Lemmon    | Mount Lemmon Survey | —         | MPC                           |
| 444857     | 2007 VA215 | 1 nov 2007  | Kitt Peak       | Spacewatch          | —         | MPC                           |
| 444858     | 2007 VW219 | 9 nov 2007  | Kitt Peak       | Spacewatch          | —         | MPC                           |
| 444859     | 2007 VV230 | 14 set 2007 | Mount Lemmon    | Mount Lemmon Survey | —         | MPC                           |
| 444860     | 2007 VJ235 | 24 ago 2007 | Kitt Peak       | Spacewatch          | —         | MPC                           |
| 444861     | 2007 VG240 | 5 out 2007  | Kitt Peak       | Spacewatch          | —         | MPC                           |
| 444862     | 2007 VK241 | 15 out 2007 | Mount Lemmon    | Mount Lemmon Survey | —         | MPC                           |
| 444863     | 2007 VQ242 | 3 nov 2007  | Catalina        | CSS                 | —         | MPC                           |
| 444864     | 2007 VL255 | 12 nov 2007 | Mount Lemmon    | Mount Lemmon Survey | —         | MPC                           |
| 444865     | 2007 VW255 | 13 nov 2007 | Kitt Peak       | Spacewatch          | —         | MPC                           |
| 444866     | 2007 VM257 | 14 out 2007 | Mount Lemmon    | Mount Lemmon Survey | —         | MPC                           |
| 444867     | 2007 VQ276 | 15 out 2007 | Kitt Peak       | Spacewatch          | —         | MPC                           |
| 444868     | 2007 VB277 | 14 nov 2007 | Kitt Peak       | Spacewatch          | —         | MPC                           |
| 444869     | 2007 VA278 | 14 nov 2007 | Kitt Peak       | Spacewatch          | —         | MPC                           |
| 444870     | 2007 VX298 | 11 nov 2007 | Catalina        | CSS                 | Juno      | MPC                           |
| 444871     | 2007 VB322 | 8 nov 2007  | Mount Lemmon    | Mount Lemmon Survey | —         | MPC                           |
| 444872     | 2007 VF327 | 6 nov 2007  | Kitt Peak       | Spacewatch          | —         | MPC                           |
| 444873     | 2007 VV328 | 9 nov 2007  | Kitt Peak       | Spacewatch          | —         | MPC                           |
| 444874     | 2007 VB329 | 12 nov 2007 | Mount Lemmon    | Mount Lemmon Survey | —         | MPC                           |
| 444875     | 2007 VV329 | 2 nov 2007  | Kitt Peak       | Spacewatch          | —         | MPC                           |
| 444876     | 2007 VL332 | 8 nov 2007  | Kitt Peak       | Spacewatch          | —         | MPC                           |
| 444877     | 2007 VC334 | 12 nov 2007 | Mount Lemmon    | Mount Lemmon Survey | —         | MPC                           |
| 444878     | 2007 WF    | 6 nov 2007  | Kitt Peak       | Spacewatch          | —         | MPC                           |
| 444879     | 2007 WO7   | 14 set 2007 | Mount Lemmon    | Mount Lemmon Survey | —         | MPC                           |
| 444880     | 2007 WD8   | 15 out 2007 | Socorro         | LINEAR              | —         | MPC                           |
| 444881     | 2007 WL8   | 7 nov 2007  | Socorro         | LINEAR              | —         | MPC                           |
| 444882     | 2007 WN14  | 15 set 2007 | Mount Lemmon    | Mount Lemmon Survey | —         | MPC                           |
| 444883     | 2007 WJ19  | 7 nov 2007  | Kitt Peak       | Spacewatch          | —         | MPC                           |
| 444884     | 2007 WO20  | 18 nov 2007 | Mount Lemmon    | Mount Lemmon Survey | —         | MPC                           |
| 444885     | 2007 WZ24  | 18 nov 2007 | Mount Lemmon    | Mount Lemmon Survey | Pallas    | MPC                           |
| 444886     | 2007 WX37  | 18 nov 2007 | Socorro         | LINEAR              | —         | MPC                           |
| 444887     | 2007 WO44  | 20 nov 2007 | Mount Lemmon    | Mount Lemmon Survey | —         | MPC                           |
| 444888     | 2007 WM54  | 18 nov 2007 | Mount Lemmon    | Mount Lemmon Survey | —         | MPC                           |
| 444889     | 2007 WU59  | 18 nov 2007 | Mount Lemmon    | Mount Lemmon Survey | Phocaea   | MPC                           |
| 444890     | 2007 WB60  | 20 nov 2007 | Mount Lemmon    | Mount Lemmon Survey | —         | MPC                           |
| 444891     | 2007 XX15  | 8 dez 2007  | La Sagra        | Mallorca Obs.       | —         | MPC                           |
| 444892     | 2007 XF26  | 2 nov 2007  | Socorro         | LINEAR              | —         | MPC                           |
| 444893     | 2007 XU27  | 14 dez 2007 | Catalina        | CSS                 | —         | MPC                           |
| 444894     | 2007 XP34  | 2 nov 2007  | Kitt Peak       | Spacewatch          | —         | MPC                           |
| 444895     | 2007 XE43  | 15 dez 2007 | Kitt Peak       | Spacewatch          | —         | MPC                           |
| 444896     | 2007 XS51  | 5 dez 2007  | Kitt Peak       | Spacewatch          | —         | MPC                           |
| 444897     | 2007 XJ54  | 5 dez 2007  | Kitt Peak       | Spacewatch          | —         | MPC                           |
| 444898     | 2007 XA57  | 4 dez 2007  | Socorro         | LINEAR              | —         | MPC                           |
| 444899     | 2007 XG58  | 5 nov 2007  | Mount Lemmon    | Mount Lemmon Survey | Phocaea   | MPC                           |
| 444900     | 2007 XJ59  | 15 dez 2007 | Catalina        | CSS                 | —         | MPC                           |

## 444901–445000
| Designação | Designação | Descoberta  | Descoberta        | Descobridor(es)     | Categoria | Mais informações / Referência |
| Permanente | Provisória | Data        | Local             | Descobridor(es)     | Categoria | Mais informações / Referência |
| ---------- | ---------- | ----------- | ----------------- | ------------------- | --------- | ----------------------------- |
| 444901     | 2007 YM34  | 19 nov 2007 | Kitt Peak         | Spacewatch          | —         | MPC                           |
| 444902     | 2007 YY40  | 30 dez 2007 | Catalina          | CSS                 | —         | MPC                           |
| 444903     | 2007 YB51  | 28 dez 2007 | Kitt Peak         | Spacewatch          | —         | MPC                           |
| 444904     | 2007 YK52  | 30 dez 2007 | Mount Lemmon      | Mount Lemmon Survey | —         | MPC                           |
| 444905     | 2007 YP52  | 2 nov 2007  | Mount Lemmon      | Mount Lemmon Survey | —         | MPC                           |
| 444906     | 2007 YD53  | 30 dez 2007 | Kitt Peak         | Spacewatch          | —         | MPC                           |
| 444907     | 2007 YE56  | 29 dez 2007 | Lulin             | LUSS                | —         | MPC                           |
| 444908     | 2007 YF56  | 18 nov 2007 | Socorro           | LINEAR              | —         | MPC                           |
| 444909     | 2007 YV61  | 31 dez 2007 | Mount Lemmon      | Mount Lemmon Survey | —         | MPC                           |
| 444910     | 2007 YM64  | 18 dez 2007 | Kitt Peak         | Spacewatch          | —         | MPC                           |
| 444911     | 2007 YT67  | 18 dez 2007 | Kitt Peak         | Spacewatch          | —         | MPC                           |
| 444912     | 2008 AD5   | 3 nov 2007  | Socorro           | LINEAR              | —         | MPC                           |
| 444913     | 2008 AT5   | 10 set 2007 | Mount Lemmon      | Mount Lemmon Survey | —         | MPC                           |
| 444914     | 2008 AZ13  | 10 jan 2008 | Mount Lemmon      | Mount Lemmon Survey | —         | MPC                           |
| 444915     | 2008 AE18  | 30 dez 2007 | Mount Lemmon      | Mount Lemmon Survey | —         | MPC                           |
| 444916     | 2008 AB30  | 8 jan 2008  | Altschwendt       | W. Ries             | —         | MPC                           |
| 444917     | 2008 AT41  | 10 jan 2008 | Catalina          | CSS                 | —         | MPC                           |
| 444918     | 2008 AT52  | 30 dez 2007 | Mount Lemmon      | Mount Lemmon Survey | —         | MPC                           |
| 444919     | 2008 AZ62  | 11 jan 2008 | Kitt Peak         | Spacewatch          | —         | MPC                           |
| 444920     | 2008 AL63  | 11 nov 2007 | Mount Lemmon      | Mount Lemmon Survey | —         | MPC                           |
| 444921     | 2008 AC92  | 3 nov 2007  | Mount Lemmon      | Mount Lemmon Survey | —         | MPC                           |
| 444922     | 2008 AA98  | 14 jan 2008 | Kitt Peak         | Spacewatch          | —         | MPC                           |
| 444923     | 2008 AK98  | 11 nov 2007 | Mount Lemmon      | Mount Lemmon Survey | —         | MPC                           |
| 444924     | 2008 AT112 | 14 dez 2007 | Mount Lemmon      | Mount Lemmon Survey | —         | MPC                           |
| 444925     | 2008 AF116 | 11 jan 2008 | Mount Lemmon      | Mount Lemmon Survey | —         | MPC                           |
| 444926     | 2008 AK116 | 14 jan 2008 | Kitt Peak         | Spacewatch          | —         | MPC                           |
| 444927     | 2008 AE117 | 3 jan 2008  | Purple Mountain   | PMO NEO             | —         | MPC                           |
| 444928     | 2008 AB127 | 1 jan 2008  | Kitt Peak         | Spacewatch          | —         | MPC                           |
| 444929     | 2008 AD138 | 15 jan 2008 | Socorro           | LINEAR              | —         | MPC                           |
| 444930     | 2008 BM24  | 30 jan 2008 | Catalina          | CSS                 | —         | MPC                           |
| 444931     | 2008 BS32  | 8 nov 2007  | Mount Lemmon      | Mount Lemmon Survey | —         | MPC                           |
| 444932     | 2008 BO34  | 30 jan 2008 | Kitt Peak         | Spacewatch          | —         | MPC                           |
| 444933     | 2008 BA52  | 18 jan 2008 | Kitt Peak         | Spacewatch          | —         | MPC                           |
| 444934     | 2008 BF53  | 19 jan 2008 | Mount Lemmon      | Mount Lemmon Survey | —         | MPC                           |
| 444935     | 2008 CQ1   | 3 fev 2008  | Mount Lemmon      | Mount Lemmon Survey | —         | MPC                           |
| 444936     | 2008 CE3   | 1 fev 2008  | Lulin Observatory | LUSS                | —         | MPC                           |
| 444937     | 2008 CD17  | 3 fev 2008  | Kitt Peak         | Spacewatch          | —         | MPC                           |
| 444938     | 2008 CU23  | 1 fev 2008  | Kitt Peak         | Spacewatch          | Hanna     | MPC                           |
| 444939     | 2008 CW26  | 13 jan 2008 | Kitt Peak         | Spacewatch          | —         | MPC                           |
| 444940     | 2008 CX40  | 2 fev 2008  | Kitt Peak         | Spacewatch          | —         | MPC                           |
| 444941     | 2008 CF46  | 2 fev 2008  | Kitt Peak         | Spacewatch          | —         | MPC                           |
| 444942     | 2008 CL48  | 14 dez 2007 | Mount Lemmon      | Mount Lemmon Survey | —         | MPC                           |
| 444943     | 2008 CX57  | 7 fev 2008  | Mount Lemmon      | Mount Lemmon Survey | Eos       | MPC                           |
| 444944     | 2008 CY60  | 7 fev 2008  | Mount Lemmon      | Mount Lemmon Survey | —         | MPC                           |
| 444945     | 2008 CG71  | 19 nov 2007 | Mount Lemmon      | Mount Lemmon Survey | —         | MPC                           |
| 444946     | 2008 CP83  | 7 fev 2008  | Kitt Peak         | Spacewatch          | —         | MPC                           |
| 444947     | 2008 CG92  | 8 fev 2008  | Kitt Peak         | Spacewatch          | —         | MPC                           |
| 444948     | 2008 CD101 | 1 jan 2008  | Kitt Peak         | Spacewatch          | —         | MPC                           |
| 444949     | 2008 CU107 | 9 fev 2008  | Catalina          | CSS                 | —         | MPC                           |
| 444950     | 2008 CZ107 | 9 fev 2008  | Kitt Peak         | Spacewatch          | Phocaea   | MPC                           |
| 444951     | 2008 CT124 | 7 fev 2008  | Mount Lemmon      | Mount Lemmon Survey | —         | MPC                           |
| 444952     | 2008 CX138 | 8 fev 2008  | Kitt Peak         | Spacewatch          | —         | MPC                           |
| 444953     | 2008 CW159 | 9 fev 2008  | Kitt Peak         | Spacewatch          | —         | MPC                           |
| 444954     | 2008 CJ202 | 7 fev 2008  | Kitt Peak         | Spacewatch          | —         | MPC                           |
| 444955     | 2008 CD204 | 2 fev 2008  | Mount Lemmon      | Mount Lemmon Survey | —         | MPC                           |
| 444956     | 2008 CH204 | 13 fev 2008 | Mount Lemmon      | Mount Lemmon Survey | —         | MPC                           |
| 444957     | 2008 CD209 | 1 fev 2008  | Kitt Peak         | Spacewatch          | —         | MPC                           |
| 444958     | 2008 DS8   | 25 fev 2008 | Mount Lemmon      | Mount Lemmon Survey | —         | MPC                           |
| 444959     | 2008 DX17  | 26 fev 2008 | Mount Lemmon      | Mount Lemmon Survey | —         | MPC                           |
| 444960     | 2008 DV25  | 29 fev 2008 | Purple Mountain   | PMO NEO             | Ino       | MPC                           |
| 444961     | 2008 DP44  | 10 fev 2008 | Kitt Peak         | Spacewatch          | Brangane  | MPC                           |
| 444962     | 2008 DG48  | 28 fev 2008 | Mount Lemmon      | Mount Lemmon Survey | —         | MPC                           |
| 444963     | 2008 DX51  | 14 nov 2007 | Mount Lemmon      | Mount Lemmon Survey | —         | MPC                           |
| 444964     | 2008 DX80  | 24 fev 2008 | Mount Lemmon      | Mount Lemmon Survey | Themis    | MPC                           |
| 444965     | 2008 DJ87  | 28 fev 2008 | Kitt Peak         | Spacewatch          | Brangane  | MPC                           |
| 444966     | 2008 DL87  | 28 fev 2008 | Kitt Peak         | Spacewatch          | —         | MPC                           |
| 444967     | 2008 ER9   | 1 mar 2008  | Kitt Peak         | Spacewatch          | —         | MPC                           |
| 444968     | 2008 EQ15  | 1 mar 2008  | Kitt Peak         | Spacewatch          | Brangane  | MPC                           |
| 444969     | 2008 EO25  | 3 mar 2008  | XuYi              | PMO NEO             | —         | MPC                           |
| 444970     | 2008 EL37  | 4 mar 2008  | Kitt Peak         | Spacewatch          | —         | MPC                           |
| 444971     | 2008 EF50  | 28 fev 2008 | Mount Lemmon      | Mount Lemmon Survey | —         | MPC                           |
| 444972     | 2008 EN56  | 24 fev 2008 | Mount Lemmon      | Mount Lemmon Survey | —         | MPC                           |
| 444973     | 2008 EX60  | 10 fev 2008 | Mount Lemmon      | Mount Lemmon Survey | —         | MPC                           |
| 444974     | 2008 EA65  | 12 fev 2008 | Mount Lemmon      | Mount Lemmon Survey | —         | MPC                           |
| 444975     | 2008 EL75  | 28 fev 2008 | Kitt Peak         | Spacewatch          | —         | MPC                           |
| 444976     | 2008 EL77  | 28 fev 2008 | Kitt Peak         | Spacewatch          | Brangane  | MPC                           |
| 444977     | 2008 EH115 | 8 mar 2008  | Kitt Peak         | Spacewatch          | —         | MPC                           |
| 444978     | 2008 EW118 | 10 fev 2008 | Mount Lemmon      | Mount Lemmon Survey | —         | MPC                           |
| 444979     | 2008 EY152 | 11 mar 2008 | Kitt Peak         | Spacewatch          | —         | MPC                           |
| 444980     | 2008 EO161 | 8 mar 2008  | Mount Lemmon      | Mount Lemmon Survey | —         | MPC                           |
| 444981     | 2008 ET161 | 10 mar 2008 | Kitt Peak         | Spacewatch          | —         | MPC                           |
| 444982     | 2008 EC168 | 10 mar 2008 | Kitt Peak         | Spacewatch          | —         | MPC                           |
| 444983     | 2008 FD12  | 2 fev 2008  | Kitt Peak         | Spacewatch          | —         | MPC                           |
| 444984     | 2008 FR25  | 27 mar 2008 | Kitt Peak         | Spacewatch          | —         | MPC                           |
| 444985     | 2008 FR31  | 28 mar 2008 | Mount Lemmon      | Mount Lemmon Survey | —         | MPC                           |
| 444986     | 2008 FV35  | 13 fev 2008 | Mount Lemmon      | Mount Lemmon Survey | —         | MPC                           |
| 444987     | 2008 FW51  | 8 mar 2008  | Kitt Peak         | Spacewatch          | —         | MPC                           |
| 444988     | 2008 FM82  | 27 mar 2008 | Mount Lemmon      | Mount Lemmon Survey | —         | MPC                           |
| 444989     | 2008 FP90  | 29 mar 2008 | Mount Lemmon      | Mount Lemmon Survey | —         | MPC                           |
| 444990     | 2008 FU98  | 30 mar 2008 | Kitt Peak         | Spacewatch          | Brangane  | MPC                           |
| 444991     | 2008 FH116 | 31 mar 2008 | Mount Lemmon      | Mount Lemmon Survey | —         | MPC                           |
| 444992     | 2008 FX121 | 31 mar 2008 | Mount Lemmon      | Mount Lemmon Survey | —         | MPC                           |
| 444993     | 2008 GR4   | 26 fev 2008 | Kitt Peak         | Spacewatch          | —         | MPC                           |
| 444994     | 2008 GG29  | 1 out 2000  | Kitt Peak         | Spacewatch          | —         | MPC                           |
| 444995     | 2008 GV32  | 3 abr 2008  | Kitt Peak         | Spacewatch          | —         | MPC                           |
| 444996     | 2008 GV61  | 5 abr 2008  | Mount Lemmon      | Mount Lemmon Survey | —         | MPC                           |
| 444997     | 2008 GW75  | 7 abr 2008  | Mount Lemmon      | Mount Lemmon Survey | —         | MPC                           |
| 444998     | 2008 GR79  | 30 mar 2008 | Kitt Peak         | Spacewatch          | Brangane  | MPC                           |
| 444999     | 2008 GG101 | 9 abr 2008  | Kitt Peak         | Spacewatch          | —         | MPC                           |
| 445000     | 2008 GX102 | 6 abr 2008  | Kitt Peak         | Spacewatch          | —         | MPC                           |